# 弗吉尼亚州
維珍尼亞州（英語：Commonwealth of Virginia）是美国东部的一个州，美国开国十三州之一。
維珍尼亚邦域范围位于北纬36°31'至39°37'，西经75°13'至83°37'之间，其北部地区与美国政治中心华盛顿哥伦比亚特区相邻；东南部的诺福克市则有全世界最大的军港和海军基地。该邦是美利坚合众国的发源地之一，人口稠密，经济发达。美国2012年人口估算显示，全邦总人口818.6万，实现GDP总量3,970亿美元。

## 总述
弗吉尼亚州是美国古老的一个州，以“老自治领”為綽號，是8位美国总统的诞生地，号称“总统之母”。弗吉尼亚历史底蕴深厚，早在1607年英国人就在此设立“伦敦弗吉尼亚公司”；之后，大批的英国殖民者源源不断地涌来。由于殖民者的到来，包括波瓦坦部族在内的美洲原住民人群则流离失所，这些人曾经和奴隶们一起在弗吉尼亚早期的政治生活和种植园经济中发挥了重要作用。弗吉尼亚是响应美国革命的13个殖民地之一。1792年肯塔基脱离弗吉尼亚成为一个新的联邦州。南北战争时弗吉尼亚加入了南方州联盟，并与主张反对蓄奴的西維吉尼亞州分离，其首府里士满亦成为美利坚邦联国的首都。弗吉尼亚传统上属于保守的美国南部地区，但如今美国相互竞争的两大政党（民主党、共和党）在此都很活跃，使其在美国政治生活中有着举足轻重的地位。
蓝岭山脉和切萨皮克湾是弗吉尼亚州地理和气候的分界线，有许多动植物在这里栖息、繁殖。
弗吉尼亚州总人口853万（2019年）。里士满是本州的首府，維珍尼亞海灘是全州人口最多的城市，联邦政府的部分行政机构设立在费尔法克斯县，是全州人口最为稠密的地区。
弗吉尼亚州议会是美国立法机构之源，被多次评为全美最具效率的政府机关。该州的行政手法独特，对待所有县市一视同仁，拥有各州最多的独立市，甚至在州域道路的管理上也能体现它独特的行政特色。州法律还规定維珍尼亞州州長不得连任。
雪倫多亞河谷等地区的农业颇为发达；设于该州北部的联邦机构（国防部和中央情报局等）和位于该地区最大的港口群——漢普頓錨地的军事设施也拉动了该地区的经济；此外，该州多所公立大专院校在媒体技术和电脑技术方面具有雄厚的实力，这使得电脑芯片制造业成为该州的支柱产业之一。
体育方面，弗吉尼亚没有专业体育赛事的举办权，但它是几个重要大学体育项目的所在地。

## 歷史

### 概述

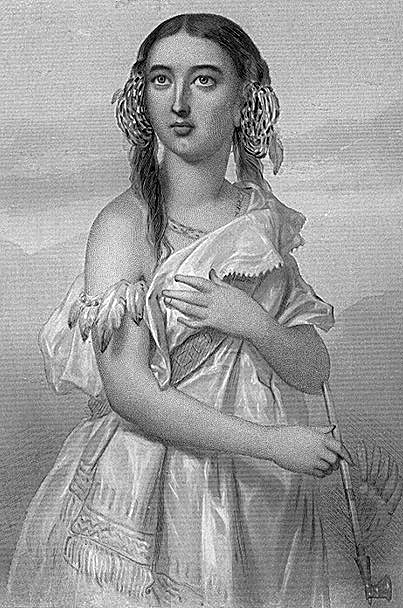
19世紀绘制的波瓦坦公主宝嘉康蒂的素描像

1584年，英國著名的探險家沃爾特·雷利爵士於北美洲東岸探索期間，抵達於現今的維吉尼亞州（與北卡羅萊納州的部分地區），建立維吉尼亞，作為當時英國海外的第一个殖民地，以歌頌當時的英國女王伊丽莎白一世，伊丽莎白一世是英國歷史著名的童貞女王（1558年－1603年），而維吉尼亞的英文有處女地之意。
在美国建国时期，弗吉尼亚州包括现在的肯塔基州和西維吉尼亞州。肯塔基州在1792年成为独立州份；西維吉尼亞州在南北战争时分裂。
2007年，弗吉尼亚詹姆斯顿镇举办了脱离殖民统治暨建镇400年的庆祝活动。这次活动规模庞大，美洲土著人、欧裔人和非裔人的三种文化构成庆祝活动的主题，铭记早期弗吉尼亚人在20世纪中晚期具有深远影响的社会变革中所作出的贡献，弘扬他们英勇无畏的精神。几个世纪以来，因位於首都圈，弗吉尼亚在美国独立战争、美国内战、冷战和反恐战争中，一直处于战争的前沿。

### 殖民地时期
大约在5000年前，就有人生活在弗吉尼亚（他们在公元900年才开始从事农业活动）。公元1500年，弗吉尼亚的阿根奎安部落族人开始建立村庄与城镇，如泰德沃特的维楼沃肯墨克村，这个村被称为波瓦坦人的家乡。弗吉尼亚还有其他几个重要部落群，西部是西尔安部落；北部和南部是埃诺库伊斯部落，包括诺特维和麦哈林部落。1570年后，为了应付外族的贸易威胁，阿根奎安人紧密团结在首领的波瓦坦周围，捍卫自己的利益。1607年，波瓦坦人控制了至少30个部落，超过150个说阿根奎安语的弗吉尼亚居民点。

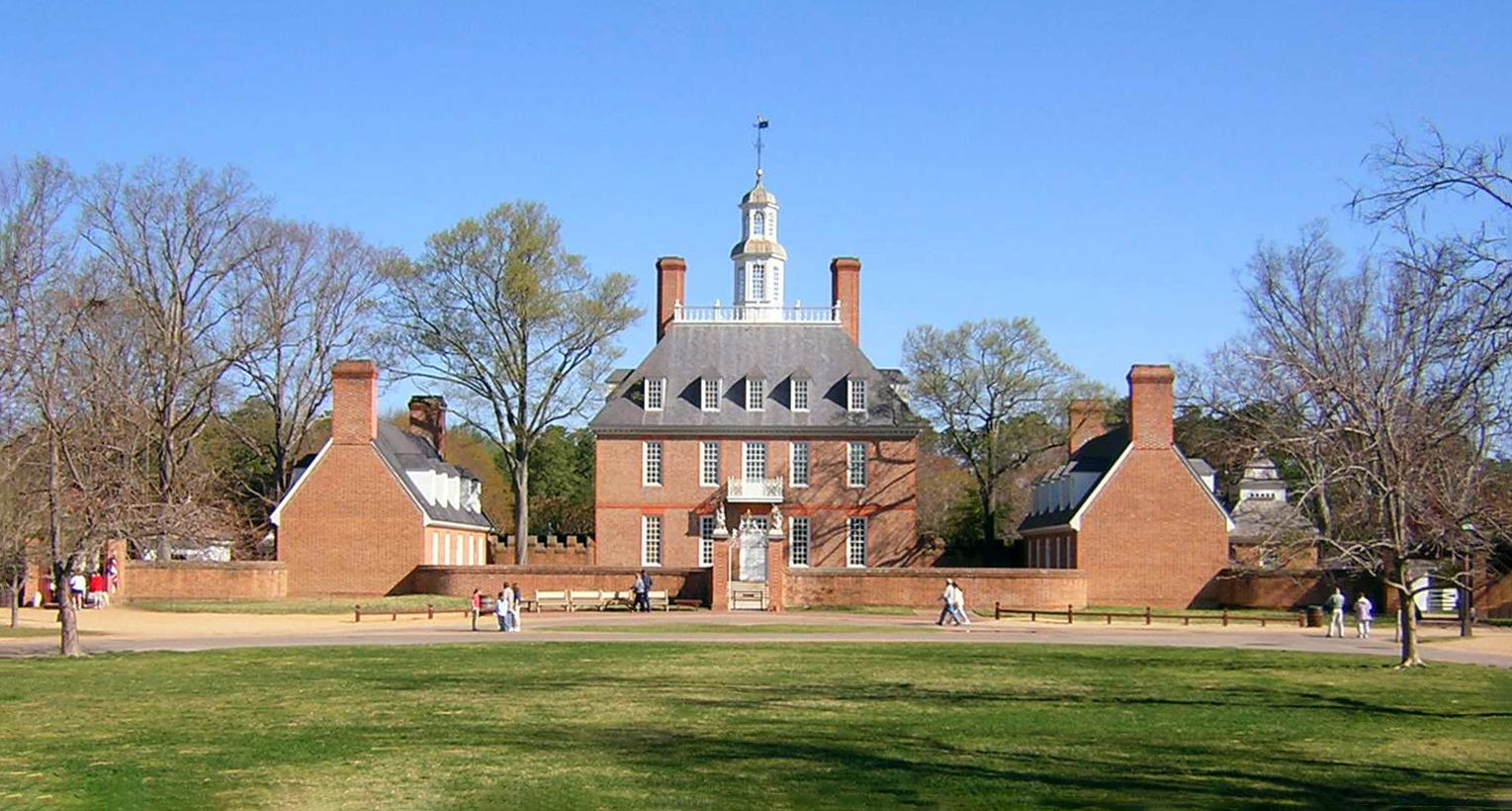
曾经作为弗吉尼亚首府（1699-1780）的威廉斯堡

1583年，英国女王伊丽莎白一世授权沃尔特·雷利去开发弗吉尼亚北部的西班牙殖民区。1584年，雷利遵照女王的旨意，派遣一支探险队到达美国东岸。雷利登陆后就着手给这个地方起名，考虑到伊丽莎白的“童贞女王”身份并结合当地人的谚语“维甘达卡”和“维吉纳”，雷利（或伊丽莎白女王）提议将这个地方定名为“弗吉尼亚”。弗吉尼亚初期的地域范围包括从南卡罗利纳州到缅因州的整个海滨地区，外加大西洋上的百慕大岛。1606年，根据业主章程，伦敦公司被改组成股份联合公司，对弗吉尼亚地区实行管辖权，并对英国在此的新领地施行财政扶持，获得公司资金扶持的第一个殖民区是詹姆斯顿镇。詹姆斯顿镇以国王詹姆斯一世的名字命名，由殖民区首领克里斯托弗-纽伯特和约翰-史密斯于1607年建立。
1619年，殖民区成立了民选的议会，这也使弗吉尼亚议会成为新大陸历史最悠久的议会。
1624年，随着伦敦公司的破产，詹姆斯镇殖民区由英国皇家直辖并拥有皇权。
殖民区的生活险象环生，1609年的饥荒和1622年以欧普查纳肯鲁为首制造的詹姆斯顿大屠杀，造成当地大量人员死亡。到了1624年，早期的6000名殖民只有3400人仍然在世。尽管大量人口死于非命，但是欧洲人对烟草的大量市场需求促使更多的新移民和雇工冒险来这里淘金。1619年第一批非洲工人被运送上岸（1660年开始实行奴隶制度）。1618年后，弗吉尼亚实行个人领地世袭制度，这导致更多的欧洲人携带大量雇佣工涌入这里继承先辈领地和财产。根据领地世袭制度的规定，来自欧洲的定居者可以按他们转运雇工的数量获得土地。外来殖民者采取胁迫和契约并用的手段从土著美洲人那里夺取土地，《1677年契约》就是他们占用土地的契约之一，这部契约使参与签约的原部落区成为殖民者的附庸领地。1693年殖民者在自己的地域成立威廉与玛丽学院，1699年他们将首府迁至学院所在的威廉斯堡。

### 独立战争时期

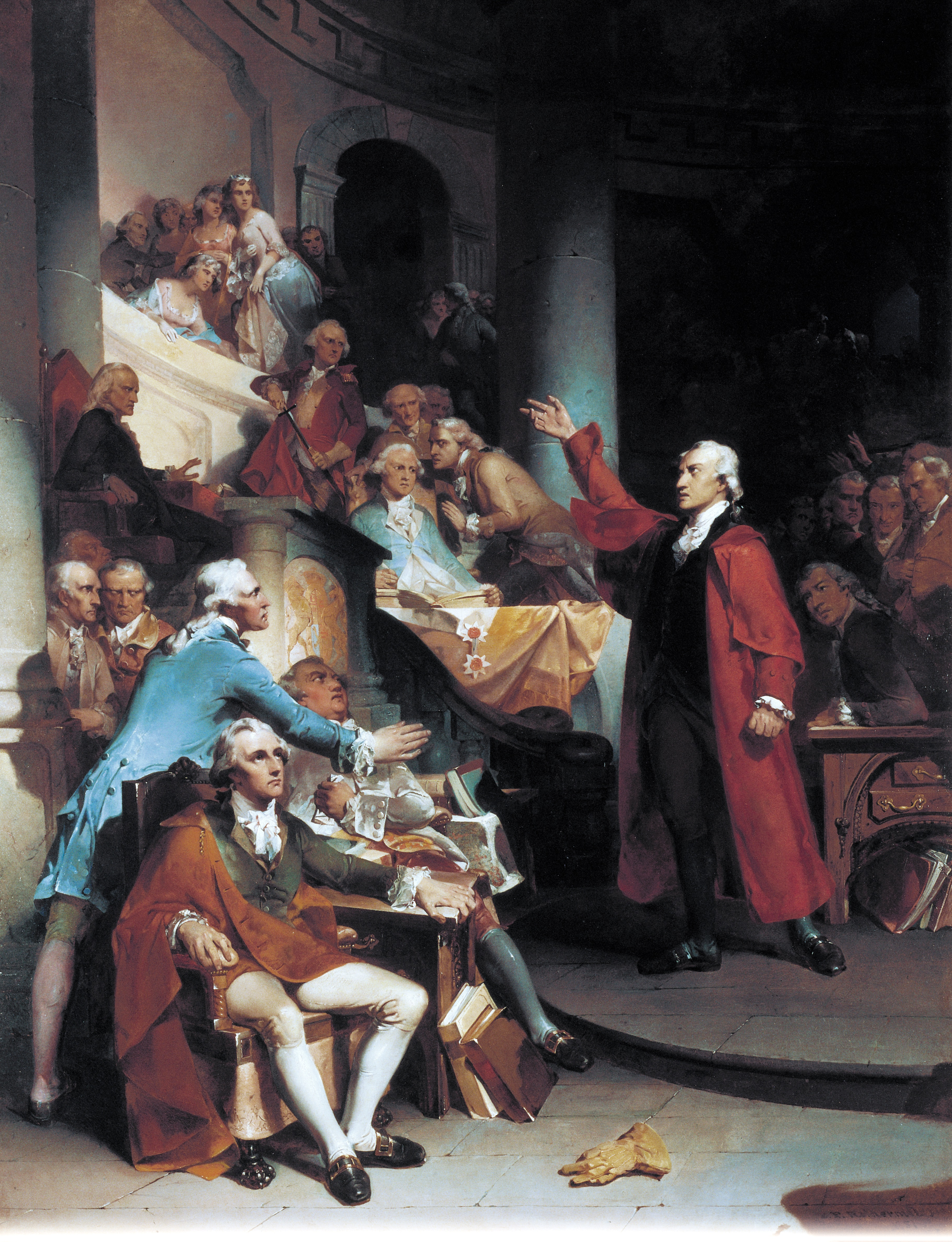
1851年油画：帕特里克·亨利在弗吉尼亚下议院就《反印花税法》发表演说

1754年至1763年的法国-印第安战争，导致英国开支大增，英国议会为弥补开支试图在弗吉尼亚开征新税，但征税政策在弗吉尼亚殖民区却行不通。针对英国新的征税政策，殖民区人民非常反感，以帕特里克·亨利和理查德·亨利·李为首的议员在下议院中极力主张“无代表，不纳税”，反对英国议会在弗吉尼亚殖民地开征新税。1773年，弗吉尼亚人开始与其它殖民地协调，进行抗税，第二年又派代表进入大陆议会，紧锣密鼓地实施抗税行动。由于弗吉尼亚和英国皇室尖锐对立，1774年，弗吉尼亚下议院被英国解散，但弗吉尼亚革命领导人继续通过《弗吉尼亚公约》管理殖民区。1776年5月16日，《弗吉尼亚公约》宣布弗吉尼亚脱离大英帝国的统治而独立，并通过了由乔治-玛森起草的《弗吉尼亚人权宣言》，这部宣言被写进新宪章内。另一个弗吉尼亚人托马斯·杰斐逊，以玛森的《弗吉尼亚人权宣言》为蓝本，着手起草国家《独立宣言》。
独立战争开始时，原来在法国-印第安战争中率领弗吉尼亚军队作战的乔治·华盛顿被推举为殖民区部队的总司令。由于弗吉尼亚首府威廉斯堡防御脆弱，行政长官托马斯-杰斐逊担心被英国军队袭击，他敦促战时将首府由威廉斯堡迁往内陆的里士满。1781年，在乔治·华盛顿和罗尚博伯爵的领导下，弗吉尼亚大陆军与法国的陆海军采取联合行动，将康沃利斯将军率领的英国军队围困在约克敦半岛，并将其击败。1781年10月19日，康沃利斯向弗吉尼亚军队投降，随后弗吉尼亚与英国在巴黎进行了和平谈判，独立战争取得完全胜利。
弗吉尼亚在制定《美国宪法》方面发挥了重要作用。1787年，詹姆斯·麦迪逊起草了《弗吉尼亚方案》和1789年的《人权法案》，1788年6月25日弗吉尼亚正式接受了《美国宪法》。根据保守数据显示，有五分之三美国众议院席位的弗吉尼亚在席位数量上是最多的，这对确保美国成为总统制的联邦国家意义重大。1790年，弗吉尼亚和马里兰取消边界，双双并入新成立的哥伦比亚区，但1846年又恢复弗吉尼亚区。由于弗吉尼亚殖民区被分成美国中西部的几个州，弗吉尼亚中心地带则有“州之母”的称号。

### 内战及影响

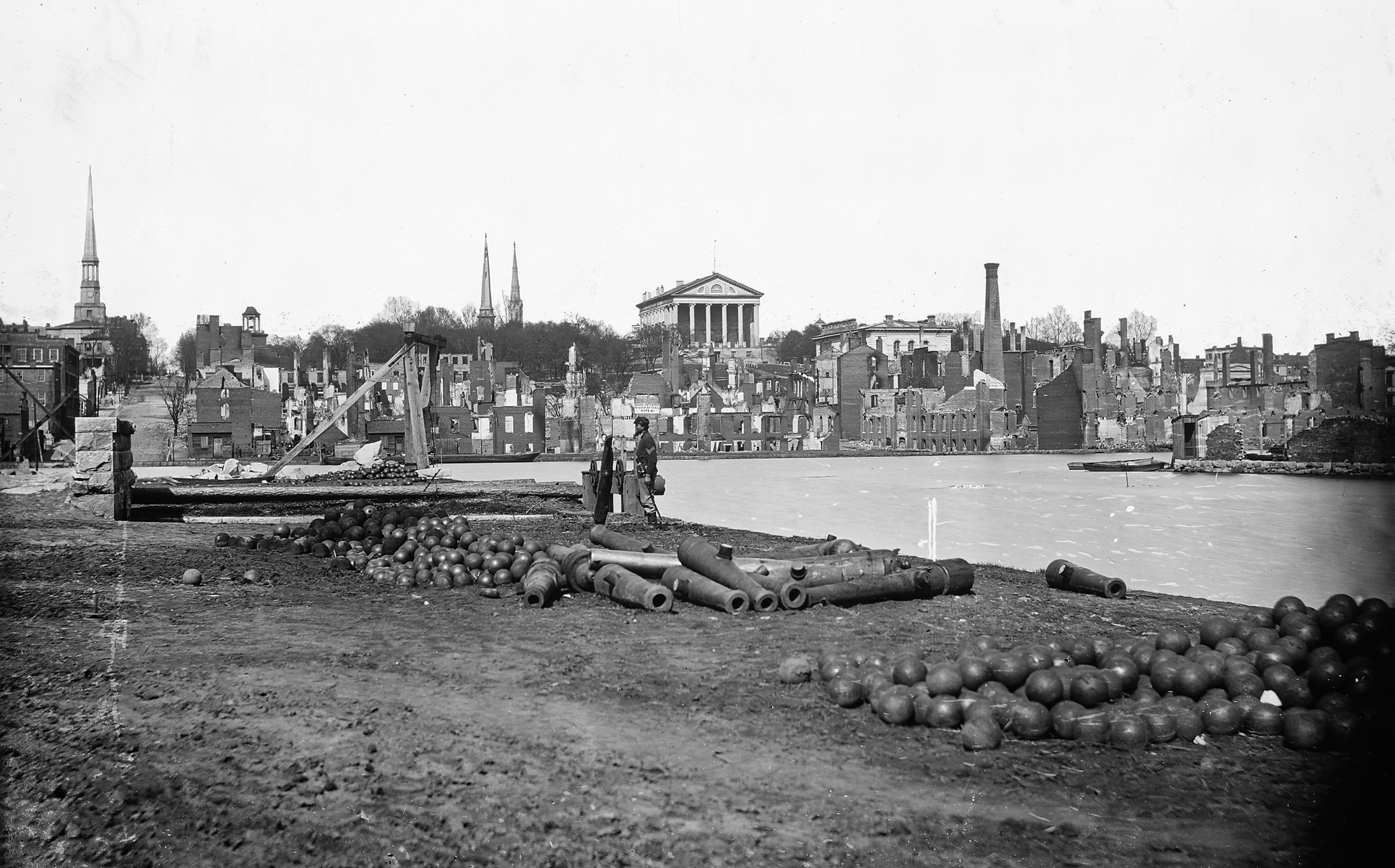
作为美利坚联盟国首都的里士满

独立战争后，弗吉尼亚的自由黑人人口快速增长，从而形成了繁荣的彼得斯堡和里士满两大社区；但是，奴隶制度的存在，诱发出社会的动荡。在弗州，除农业外，采矿、造船以及其他工业也开始大量使用奴隶。奴隶制度的残酷现实，遭到许多人的谴责和抵抗，奎克主张的废奴主义和革命信条使获得人身自由的众多黑人深受鼓舞，他们不堪忍受自己或家人将来沦为奴隶的命运。1831年拿特特奈尔领导的“奴隶暴动”和1859年约翰·布朗领导的“哈帕斯渡口袭击”，均深度表明弗吉尼亚黑人对奴隶制度和奴隶在种植园经济中悲惨地位的强烈不满。截至1860年，占人口总数几乎31%的近50万弗吉尼亚人是奴隶。废奴主义和奴隶制度的对立是导致美国内战的因素之一。
1861年桑特堡战役之后，由於亚伯拉罕·林肯徵召志願軍，弗吉尼亚于1861年4月17日投票表决脱离美利坚合众国，4月24日加入了反叛的美利坚联盟国，并将里士满作为联盟国的首都。1863年，《惠灵公约》签订以后，西北部的48个县，从弗吉尼亚分离，并组建西維吉尼亞州，仍舊忠于聯邦政府。
内战的许多战役在弗吉尼亚地区展开，包括战斗了7天的“巴尔朗战役”、“钱斯勒斯维尔战役”，并以“阿帕玛托克斯法院战役”宣告内战结束。北军攻克里士满后，南方将首都临时迁往丹维尔。1870年，在九人委员会的共同努力下，弗吉尼亚正式重新加入联邦。
内战后的重建时期，弗吉尼亚通过了一部宪法，规定公立学校向民众提供免费教育，并保障当地居民的参政权、公民权和选举权，平民色彩浓郁的“协调党”还营造了广泛的政党联盟来管理弗吉尼亚，直至1883年以后由南方保守白人為主的民主党执政。在民主党控制下通过了《种族隔离法案》，并于1902年改写了《弗吉尼亚宪法》。根据新的州宪法规定，大量的非裔美国人和贫困白人的选举权被剥夺，并将人头税强加给他们。尽管种族隔离政策导致穷人学校资金短缺，穷人在议会也缺乏话语权，但他们还是营造出了充满活力的社区，在政治生活中也不断向前迈进。

### 当代

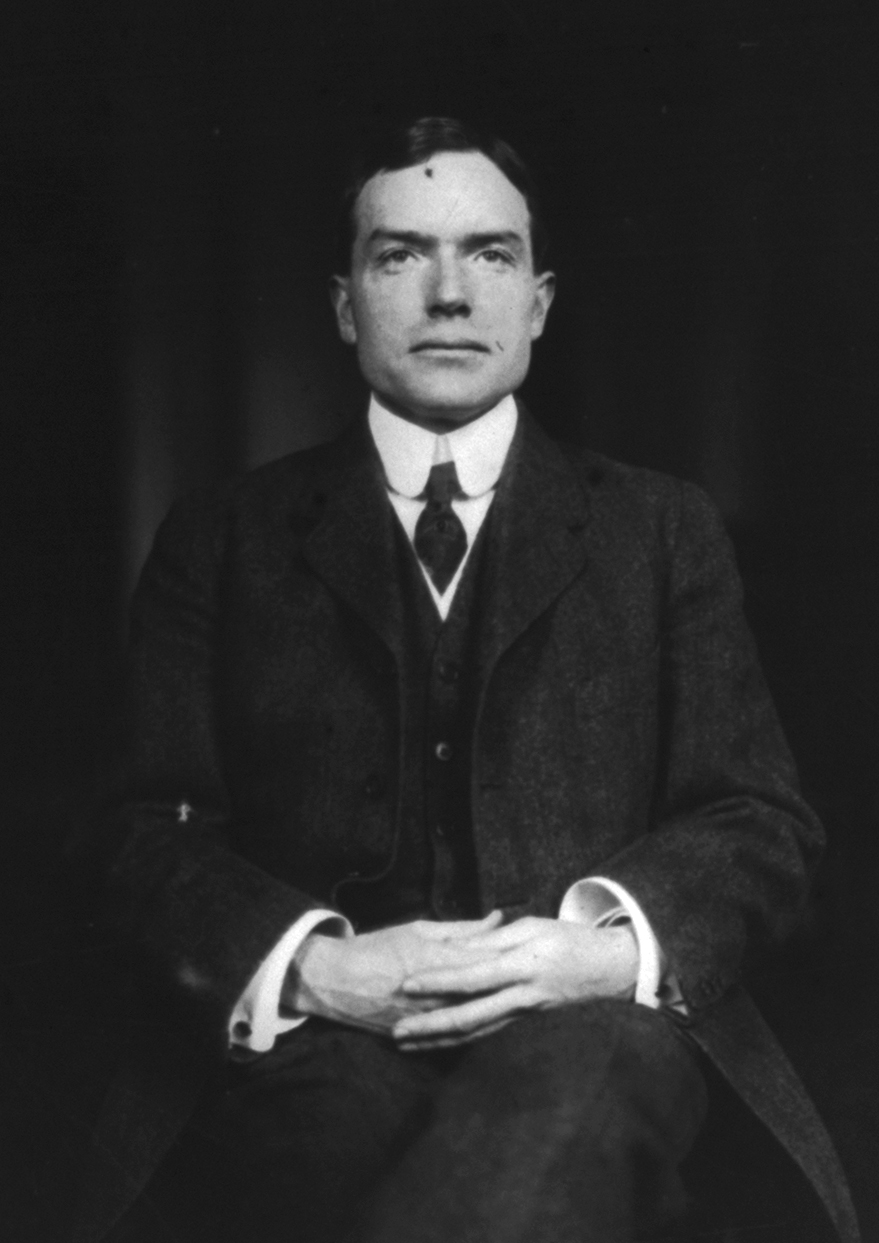
在弗吉尼亚殖民区改建中做出巨大贡献的小约翰·戴维森·洛克菲勒（1915年）

1951年，非裔人巴巴拉·罗斯·约翰斯在爱德华王子县法姆维尔镇领导的抗议教育隔离活动，导致了一桩“戴维斯控告县教育局”诉讼案件。此次事件由里士满本地人斯帕特武德·罗宾逊和欧利弗·西尔提起诉讼，于1954年与“布朗诉托皮卡教育局案”联合，共同驳斥官方“隔离但平等”的隔离主义谬论。然而在1958年，支持隔离的实权派议员哈里·佛劳德·伯德带头组织大规模阻止废除隔离的活动，以维持隔离政策，禁止不實施隔离的当地学校接受州政府资助。
1960年代，被隔离人民的民权运动吸引了大量的参与者并获得正义上的支持，促使国家立法保护非裔美国人的选举权和公民权。1964年，美国最高法院勒令爱德华王子县以及其他地区重新整合学校，消除对黑人的隔离歧视。1969年至1971年，在州长米尔斯·戈德维的主持下，为废除种族隔离，弗州议员重新修订了州宪法并获得议会通过。弗吉尼亚波澜壮阔的反种族隔离运动取得了巨大成就，1989年，道格拉斯·维尔德当选为美国历史上第一位非裔州长，成为反种族隔离胜利的重要标志。
经济的强劲使弗吉尼亚州的面貌大为改观。1926年，威廉姆斯巴拉·帕里斯教堂的牧师古德温博士依靠小约翰·戴维森·洛克菲勒强大资金的支持下，在当年的殖民区域重新恢复殖民地时期的建筑风格。殖民区的重建，极大地促进了威廉斯堡旅游业的发展，吸引了众多的旅游观光者。
第二次世界大战和冷战时期美国政府大规模的扩建计划，使得联邦政府行政办公区在位于华盛顿特区附近的弗吉尼亚北部地区大规模发展，带动当地人口成长。这些联邦的开发项目中包括位于阿灵顿县的五角大楼。五角大楼是美国2001年“九一一袭击事件”的目标之一，共189人在对五角大楼的袭击事件中丧生。

## 地理

### 概况
弗吉尼亚州东临大西洋，北部及东北部分别与马里兰州和华盛顿特区接壤，南部毗邻北卡罗莱纳州和田纳西州；西部及西北部分别与肯塔基州和西維吉尼亞州相邻。全州总面积110,784平方公里，位列美国第35位。由于弗吉尼亚州历史上的特殊性，它与马里兰州和华盛顿特区的边界划分并未设在波托马克河低水位时的中心线上，而是在河的南面靠近弗州这一边来划定，这一点与许多以河流中心线划分区域的做法不同。弗吉尼亚州的南部边界线大致划定在北纬36度30秒的平行线上。

### 地质与地形

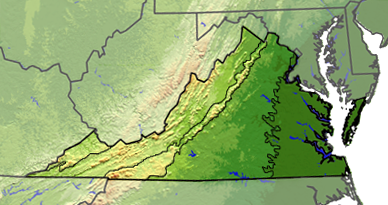
弗吉尼亚地形，图中可以看出弗州五个不同的地形区

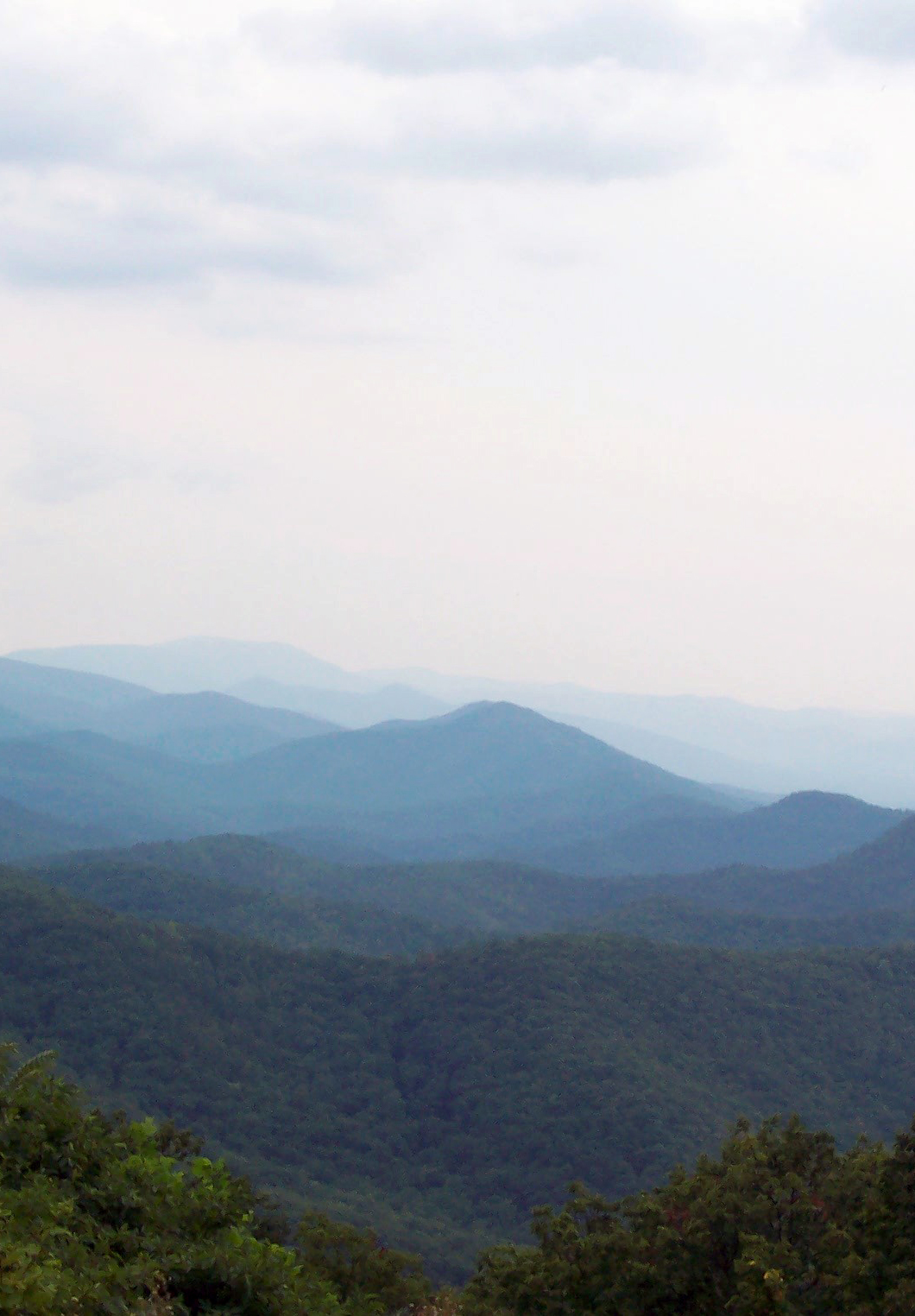
落叶林和常绿林释放碳氢化合物，使蓝岭山脉地区的大气现象独特，呈现色彩斑斓的景象

弗吉尼亚东海岸半岛的两个县与弗州大陆被切萨皮克湾断然分开。切萨皮克湾形成于地质年代的第三纪，是宇宙流星体连续不断碰撞而形成的大坑。弗吉尼亚有许多河流 ，如：波托马克河、拉帕汉诺克河、杰姆士河和约克河等。这些河流注入切萨皮克湾并将陆地冲切成三个半岛。从地理和地质的角度看，弗吉尼亚从东至西有五大地理片区：泰德沃特平原、皮尔德蒙特丘陵、蓝岭山脉、阿巴拉契亚山脉和坎伯兰高原（或称阿巴拉契亚高原）。
泰德沃特是处于大西洋沿岸与瀑布线之间的平原区，包括弗吉尼亚的东海岸及切萨皮克湾沿岸的主要河口；皮尔德蒙特丘陵区是由中生代地壳沉积和火山灰堆积共同作用而形成的山麓丘陵区，它连同弗吉尼亚的西南部山脉，构成美国著名的重质粘土区；蓝岭山脉区是由阿巴拉契亚山脉自然分割而形成的地理省份，弗吉尼亚州的最高点就位于该地区，海拔1746米（5729英尺）；阿巴拉契亚山脉区是弗吉尼亚的西部山区，范围包括大阿帕拉契山谷，该地区连同马萨纳滕山脉均属石灰岩地质构造；坎伯兰高原和坎伯兰山脉区位于弗吉尼亚的西南端，地势低于阿勒格尼高原，该地区的河流呈树状向西北注入俄亥俄河水系。
由于弗吉尼亚属石灰岩地质构造，境内有4000多处石灰岩洞穴，其中10个岩洞已向游人开放。从地质角度分析，弗吉尼亚属地震带，但历史上并未地震频发，偶尔发生的地震，震级都较低，一般不超过里氏4.5级，这是因为弗吉尼亚与北美大陆浑然一体，处在同一板块内。历史上弗吉尼亚最大的一次地震发生在1897年的布莱克斯堡，震级是里氏5.9级。
弗吉尼亚的煤炭采掘集中在三个山脉地区，那里有40处不同构造的煤床，这些煤床大致形成于中生代时期的低洼地带。除煤炭外，弗吉尼亚对石棉、蓝晶石、沙石和砂砾等也进行了工业化开采。2006年，弗吉尼亚的采矿业产值达20亿美元。

### 气候
弗吉尼亚的气候随所处地域的不同而呈现出不同的气候特征。蓝岭山脉以东大多数州的气候与大西洋沿岸的纳度厄山谷地区同属亚热带湿润气候（柯本气候分类法）。这种气候使得弗吉尼亚的东部和南部与其它地方相比更加湿润和温暖，在蓝岭山脉地区则属亚热带高原气候（柯本气候分类法）。弗吉尼亚气候的季节性非常明显，1月份平均低温为摄氏3.3度，7月平均高温为摄氏30度。州东南部海滨地区的受墨西哥湾暖流暖湿海洋环流的影响，呈明显的海洋性气候，这一气候特性也为切萨皮克湾口形成飓风提供了温床。1969年的“卡米尔”飓风将弗吉尼亚海滨的纳尔逊县摧毁；1996年和2003年的飓风，给弗兰和伊莎贝尔的山区造成了突发性洪水灾害。尽管弗吉尼亚沿海地区飓风时有发生，但却很少进一步深入内陆地区造成危害。
弗吉尼亚经常有雷暴天气，在西部地区更是如此，一年平均有35-45天是雷暴天气，年均带来的降水量达1085毫米。冬季，大范围的北方冷空气穿越山脉给弗吉尼亚带来大雪天气，1996年曾因巨大的降雪而引发了暴风雪灾害。受弗吉尼亚地势的影响，尤其是在圣南多厄山谷地区，气候呈现垂直分布的特征，西南部山区和沿海平原地区气候差异明显。弗吉尼亚每年平均有7次龙卷风袭击，但其危害性大多低于藤田F2级。
近年来，华盛顿特区南部的城市化建设已扩张到弗吉尼亚的北部地区，人口的稠密加上建筑物的扩充，使得太阳辐射进一步增加强，从而引发城市的热岛效应。据美国肺脏协会2009年的年度报告显示：弗吉尼亚有15个县的空气质量不合格，尤以费尔法克斯县的汽车尾气污染最为严重。弗吉尼亚山区朦胧的霾现象就是由污染严重的燃煤火力发电厂引起的。

### 动植物

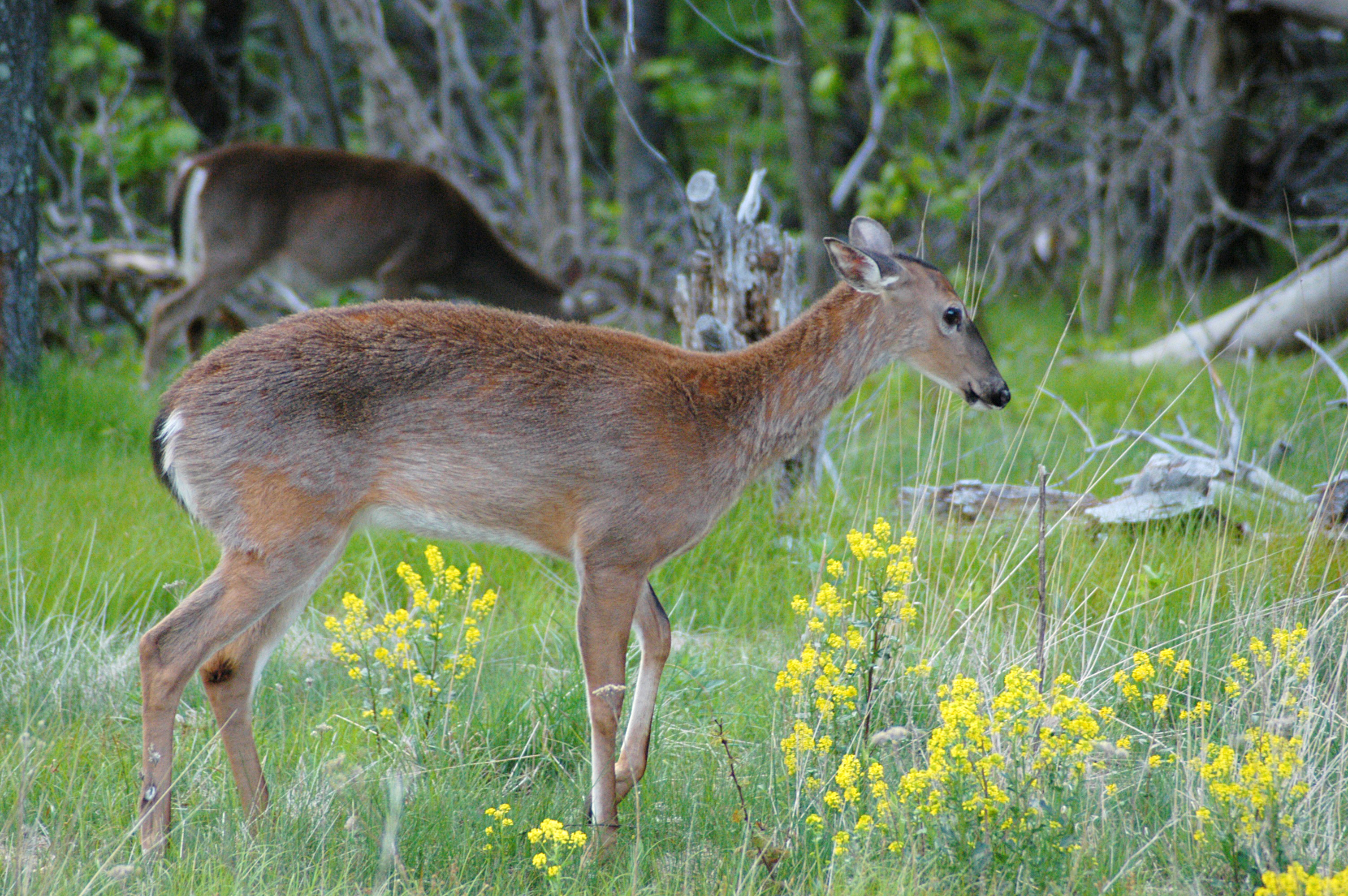
弗吉尼亚州圣纳度国家公园知名的白尾鹿，也称弗吉尼亚鹿

弗吉尼亚州的森林覆盖率为65%。原始林木主要是落叶林和阔叶林；海拔较低的地区则分布着矮小而浓密、喜湿的铁衫和大量的苔藓；蓝岭山脉主要分布着橡树林和胡桃木林；其他常见树木和植物还有板栗、槭树、郁金香杨树、山月桂、马利筋、雏菊以及许多种蕨类植物。1990年代初以来，舞毒蛾虫害对弗吉尼亚的主要林木-橡树林造成巨大损害。弗吉尼亚山区林木茂盛，其中的落叶林和常绿林在光合作用下，释放碳氢化合物在山中形成蓝色的薄雾。 
弗吉尼亚分布着许多哺乳动物，包括白尾鹿、黑熊、海狸、山猫、狼、浣熊、臭鼬、土拨鼠、弗吉尼亚负鼠、灰狐狸和东部棉尾兔等；弗吉尼亚的鸟类资源丰富，境内栖息着北美红雀、橫斑林鴞、卡罗来纳山雀、巨翅鵟、紅尾鵟和野火鸡等；游隼是弗吉尼亚非常有特色的鸟类，1990年代中期以前几乎灭绝，之后被再次从外地引入圣纳度国家公园栖息、繁殖；弗吉尼亚的鱼类有鼓眼鱼、河鳟、罗诺克鲈鱼、蓝鲶等；弗吉尼亚的切萨皮克湾鱼类繁多，包括蓝蟹、蛤、牡蛎和石斑鱼（或称条纹鲈）。

### 公园及自然保护区
国家公园管理局在弗吉尼亚有许多下属单位，其中就包括仙纳度国家公园。该公园成立于1935年，风景秀丽的“长空大道”环绕整个公园。根据美国《荒野保护法》的规定，公园内近40％的面积（322平方公里）被指定为荒野保护区。弗吉尼亚的30处公园和登山道路，包括波托马克河大瀑布公园和阿巴拉契亚登山道，均被纳入美国国家公园管理体系。此外，弗吉尼亚还有34处州立公园，分别由弗吉尼亚安全康乐局和林业局负责运营管理。弗吉尼亚东部的切萨皮克湾并非一个国家公园，而是受州和联邦法律保护，执行“切萨皮克计划”，以恢复海湾及海湾流域地区生态环境为目标的大保护区。美国国家“大迪斯默尔沼泽野生动物保护区”从弗吉尼亚一直延伸到北卡罗来纳。

## 行政區劃與城镇
弗吉尼亚州有95个县和38个独立市。在弗吉尼亚州，独立市和县的运作相同、地位平等，而镇又属于县管辖。县、市地位平等是弗吉尼亚州行政管理的一大特色，因此该州在地方的管理上遵循狄龍規則：即地方政府只能行使州议会明确授予的权力；因此，州政府对于市、县的控制较其他非狄龙规则的州要强。但狄龙规则不是绝对的，弗吉尼亚法典第15.2-1102条赋予城市和镇广泛的权力。在弗吉尼亚之外的美国其他地区，只有三个类似的独立市。多个城镇联合而成的城镇群，其运作和管理都由它们自己的政府进行，但仍然是县的一部分，县域内还有数百个松散分布的居民社区。除了县、市、镇外，弗吉尼亚没有再进一步细分的行政区，例如镇以下不再设村级、乡级。
全州有11个大都会区。北弗吉尼亚、汉普顿锚地和里士满－彼得斯堡是全州三个最大的移民区。里士满是弗吉尼亚的首府，都会区人口超过120万。据2006年统计数据显示，弗吉尼亚海滩是全州人口最多的城市，诺福克和切萨皮克分别位列第二和第三。汉普顿锚地都会区的人口超过160万，诺福克处于都会区的核心，世界最大的海军基地诺福克海军基地就位于该地区。包括“大迪斯默尔沼泽区”在内的萨福克以1111平方公里的面积号称弗吉尼亚州面积最大的城市。
北弗吉尼亚（NOVA）地区为巴尔的摩-华盛顿都市区的一部分。在北弗吉尼亚，尽管费尔法克斯县并非城市，但它却是弗吉尼亚州人口最为稠密的地区，该区域的居民总数超过100万 。费尔法克斯县是弗吉尼亚最主要的商贸中心和购物中心，也是弗吉尼亚州最大的办公集中区。与费尔法克斯县相邻的劳登县、李斯堡县是美国经济发展速度最快的两个县，两县最高家庭收入之中间数在2007年达到10万7千美元。阿灵顿县是美国面积最小的自治县，一般被看成是县城的社区组织。罗亚诺克是弗吉尼亚西部最大的都会区，都会区人口29万；罗亚诺克市人口9万，其中白人占91%。

## 人口、种族和宗教
| 调查年 | 人口      | 备注 | %±    |
| ------ | --------- | ---- | ----- |
| 1790   | 691,737   |      | —     |
| 1800   | 807,557   |      | 16.7% |
| 1810   | 877,683   |      | 8.7%  |
| 1820   | 938,261   |      | 6.9%  |
| 1830   | 1,044,054 |      | 11.3% |
| 1840   | 1,025,227 |      | −1.8% |
| 1850   | 1,119,348 |      | 9.2%  |
| 1860   | 1,219,630 |      | 9.0%  |
| 1870   | 1,225,163 |      | 0.5%  |
| 1880   | 1,512,565 |      | 23.5% |
| 1890   | 1,655,980 |      | 9.5%  |
| 1900   | 1,854,184 |      | 12.0% |
| 1910   | 2,061,612 |      | 11.2% |
| 1920   | 2,309,187 |      | 12.0% |
| 1930   | 2,421,851 |      | 4.9%  |
| 1940   | 2,677,773 |      | 10.6% |
| 1950   | 3,318,680 |      | 23.9% |
| 1960   | 3,966,949 |      | 19.5% |
| 1970   | 4,648,494 |      | 17.2% |
| 1980   | 5,346,818 |      | 15.0% |
| 1990   | 6,187,358 |      | 15.7% |
| 2000   | 7,078,515 |      | 14.4% |
| 2010   | 8,001,024 |      | 13.0% |
| 2020   | 8,631,393 |      | 7.9%  |

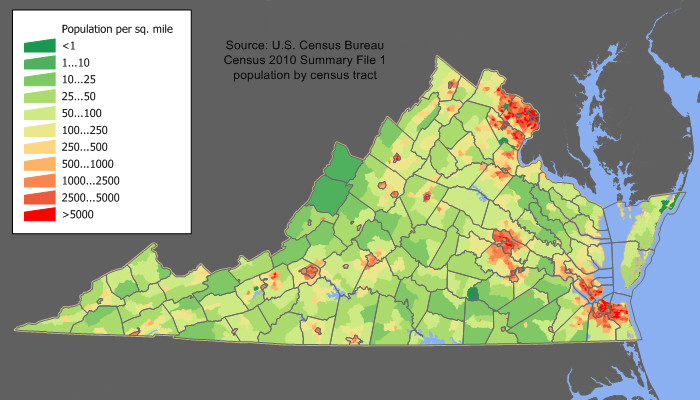
弗吉尼亚州人口密度分布图（2000年）

2007年弗吉尼亚总人口约770万，较上一年度增加了6万9千人，增幅约1%。2000年至2008年，全州人口增幅约为9%，总人口增加数超过63万，这包括27万多的净移民（其中来自美国以外的外国移民约15万；国内其他州的移民12万）。州“人口重心”位于里士满外围的古奇兰县。
1981年，法律规定英语是弗吉尼亚州的官方语言，并在1996年再次重申；这一规定并非由弗吉尼亚州地方法规制定，而是美国的国家法规所要求的。弗吉尼亚州有86.7%约620万人只说英语，另外占全州总人口7.9%约57万人的英文也讲得不错，这样全州能使用英文的人口就占到总人口的94.6%。全州还有5.9%约42万人讲西班牙语；3.2%约22万人讲亚洲语言和太平洋岛屿的语言，包括越南语和菲律宾语。

### 种族
根据2000年的资料显示，弗吉尼亚州有五个最大的自我認定族裔，它们是：非裔（占总口19.6％）、德裔（占总人口11.7％）、美國人（United States or American；占总人口11.4％）、英格蘭裔（占总人口11.1％）和爱尔兰（占总人口9.8%）。由于20世纪末和21世纪初大量新移民的涌入致使弗吉尼亚的人口快速增长，包括西班牙人、中美洲人和亚洲人，尤以中美洲和亚洲人的增长速度最快。截至2007年，弗吉尼亚的人口构成中有6.5%是西班牙人；5.4%为亚洲人；美国印第安人、阿拉斯加土著人、夏威夷土著人和太平洋岛屿人共占0.9%。从1990年到2006年，弗吉尼亚州的西班牙人增加了三倍，他们中有三分之二的人住在弗吉尼亚北部地区。在教育水平和家庭收入方面，弗吉尼亚的拉美裔人（ 同時通曉西班牙語和英語）比普通美国人要高，人口也较美国其他地方的拉美裔西語人多。
| 种族 (2007)            | 种族 (2007) |                                            | 按县划分的弗吉尼亚最大种族分布图 | 种族及其所占人口比例 (2000) | 种族及其所占人口比例 (2000) | 种族及其所占人口比例 (2000) |
| 白人（不包括西班牙裔） | 67.1%       | 资料来源：美国人口普查局2000年特别普查报告 |                                  | 非裔美国人                  | 19.6%                       |                             |
| 黑人和非裔美国人       | 19.3%       | 资料来源：美国人口普查局2000年特别普查报告 |                                  | 德裔                        | 11.7%                       |                             |
| 西班牙裔或拉丁裔       | 6.5%        | 资料来源：美国人口普查局2000年特别普查报告 |                                  | 美國                        | 11.4%                       |                             |
| 亚裔                   | 4.8%        | 资料来源：美国人口普查局2000年特别普查报告 |                                  | 英格蘭                      | 11.1%                       |                             |
| 印地安和阿拉斯加土著   | 0.2%        | 资料来源：美国人口普查局2000年特别普查报告 |                                  | 爱尔兰                      | 9.8%                        |                             |

大多数非裔美国弗吉尼亚人是当年被奴役从事烟草、棉花和大麻种植的非洲人后裔。弗吉尼亚早期的非洲男女被从非洲的中西部地区贩来美洲，较早到达的是来自安哥拉和内尼日尔三角洲地区的伊博族人。
20世纪美国黑人由南部乡村向北部地区的大迁徙导致全州的黑人人口减少，然而在过去的40年里又有大量黑人返回弗吉尼亚而定居美国南部。美国革命以前，弗吉尼亚的西部山区就有大量来自苏格兰的爱尔兰移民在那里定居；西北部山区和圣纳度山谷地区有大量来自德国的移民；殖民地时期，早期到此的英国人的后裔在弗吉尼亚广泛分布，不列颠及爱尔兰人的后裔则为寻求工作而迁来这里；北部海滨地区有大量的越南籍人口，根据2007年的普查数据，弗吉尼亚全州有越南籍人口48745人，大规模的越南移民潮起因于越南战争；汉普顿锚地有大约45000民菲律宾籍人，他们中有许多人服务于当地的美国海军；弗吉尼亚还一直是已知的8个印第安部族之乡，但未获州联邦认可，绝大多数印第安人族群分布在泰德沃特地区。

### 宗教
| 弗吉尼亚州宗教信仰人口构成 (2008) | 弗吉尼亚州宗教信仰人口构成 (2008) | 弗吉尼亚州宗教信仰人口构成 (2008) |
| --------------------------------- | --------------------------------- | --------------------------------- |
| （1）基督教                       | （1）基督教                       | 76%                               |
|                                   | 浸信会                            | 27%                               |
| 罗马天主教                        | 11%                               |                                   |
| 卫理公会                          | 8%                                |                                   |
| 路德教                            | 2%                                |                                   |
| 其他基督教                        | 28%                               |                                   |
|                                   |                                   |                                   |
| （2）犹太教                       | （2）犹太教                       | 1%                                |
| （3）伊斯兰教                     | （3）伊斯兰教                     | 0.5%                              |
| （4）佛教                         | （4）佛教                         | 1%                                |
| （5）印度教                       | （5）印度教                       | 1%                                |
| （6）独立教派                     | （6）独立教派                     | 18%                               |

多数弗吉尼亚人信奉基督新教，浸信会则最大的单一宗教族群，2008年族群人口占到总人口的27％。弗吉尼亚浸信会的注册团体包括“弗吉尼亚浸信会总会”，有1400所教堂为浸信会成员， 他们均支持美国的美南浸信会和温和派的合作浸信联谊会。弗吉尼亚的美南浸信会拥有500多所拥戴浸信会的附属教堂。罗马天主教是弗吉尼亚的第二大宗教，该教于1990年代获得飞速发展。阿灵顿罗马天主教教区涵盖弗吉尼亚州北部的大部分天主教教堂，弗吉尼亚议会也处在教区范围内。弗吉尼亚的路德派教徒由弗吉尼亚宗教大会负责管理。弗吉尼亚的南部和西南部信奉新教。2006年11月15日，行为保守的新教教徒用投票表决方式从弗吉尼亚主教区脱离，新教教徒仍然通过美国以外的途经同普世圣公宗保持联系。虽然弗吉尼亚法律允许新教教徒相互串联保持宗教联系，但主教区却声称对他们原来教会的财产有处置权，这一涉及法律的财产纷争是对美国教会的一大考验。
截至2001年，长老会、五旬节运动教会、公理会、圣公会教徒各占总人口的1-3%。在其他宗教中，后基督圣教会教徒占总人口的1.1%，有教会188家（2008年）。弗吉尼亚的费尔法克斯县是EKOJI佛教庙堂、净土真宗堂和难近母庙宇之乡。随着国家的统一，少量的弗吉尼亚人于1789年组建了犹太教的贝斯-阿哈巴教会；穆斯林教则由于移民的不断参与而在全州迅速发展。弗吉尼亚还有一种宗教叫做玛格教，其成员包括托马斯道浸信会、伊曼纽尔圣教会和麦克林圣教会。

### 都会区
| 排名 | 都会区名稱                                  | 人口      |
| ---- | ------------------------------------------- | --------- |
| 1    | 华盛顿-阿灵顿-亚历山德里亚 MD (州内部分)    | 3,032,950 |
| 2    | 弗吉尼亚滩-诺福克-纽波特纽斯 MSA (州内部分) | 1,715,687 |
| 3    | 里士满 MSA                                  | 1,306,172 |
| 4    | 罗亚诺克 MSA                                | 314,172   |
| 5    | 林奇堡 MSA                                  | 263,353   |
| 6    | 夏洛茨维尔 MSA                              | 235,232   |
| 7    | 布莱克斯堡-克里斯琴斯堡 MSA                 | 184,029   |
| 8    | 哈里森堡 MSA                                | 135,277   |
| 9    | 斯汤顿 MSA                                  | 123,007   |
| 10   | 温切斯特 MSA (州内部分)                     | 116,463   |

## 經濟

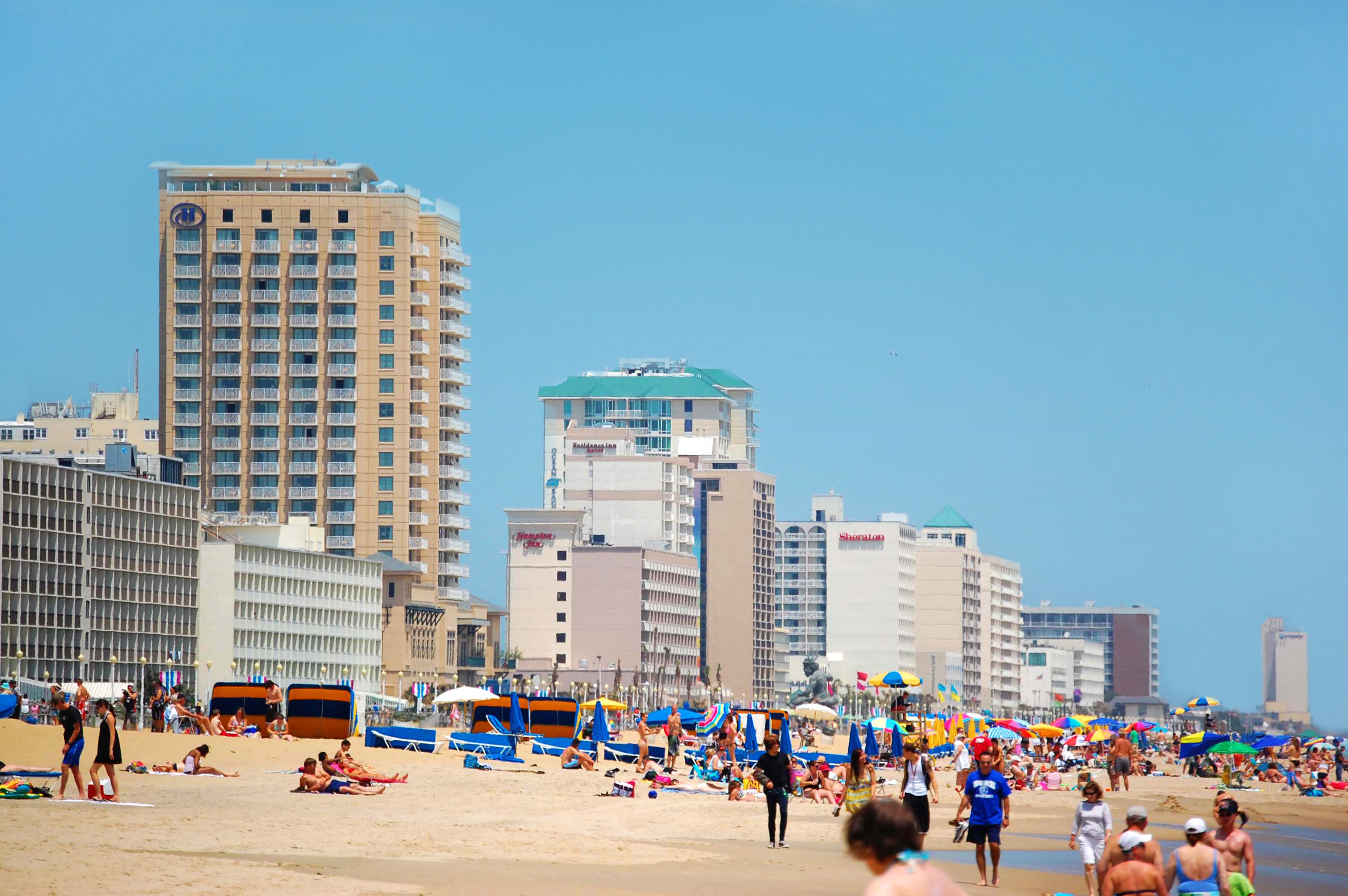
弗吉尼亚海滩的海滨。海洋旅游业占据弗吉尼亚比奇经济的重要地位

弗吉尼亚是个实行自由雇佣的州，经济发展平衡，拥有众多的收入来源，包括地方、联邦政府，也涉及军事、农业和商业。全州有普通工人410万，三分之一从事第三产业。根据2013年四月的数据，弗吉尼亚的失业率为5.2%，为全美国最低。2009年福布斯杂志连续四年将弗吉尼亚评为美国最优秀的州。2010年，州GDP为4277亿美元，在美国各州中名列第9位。2000年根据收入中位数排定的美国100个最富有的县级行政区中，弗吉尼亚在数量上名列前茅。弗吉尼亚州拥有18家财富五百强企业，据全美第十位。
弗吉尼亚拥有美国最为密集的技术工人队伍，工业产品的技术含量极高。2006年，电脑芯片是全州出口产值最高的产品，超过了传统出口品中煤炭和烟草的总合。弗吉尼亚的北部地区曾经是全州乳酪的生产加工基地，但现在却发展为資訊及通信技术、資訊咨询为主导的高科技产业中心，尤其是在杜勒斯科技走廊。弗吉尼亚北部的数据中心承担了全美50%的国际互联网流量，到2012年，自治领电厂10%的电力将用于数据中心。截至2006年，北部的费尔法克斯和劳登县的家庭收入中位数位居全州第一和第二，就是在美国所有县当中也能排上这个名次。
从汉普顿锚地到里士满的弗吉尼亚南部地区，其经济主要依赖当地的军事基地和设施；另有牧业、烟草和花生种植。弗吉尼亚拥有农场47000个，总面积850万英亩，每个农场的平均面积达181英亩，农业从业人员占弗吉尼亚就业人口的20%。2006年，弗吉尼亚番茄的种植面积和产量均超过了大豆，是全州最重要的经济作物，其他经济作物还有花生和干草。牡蛎是切萨皮克湾地区经济的重要组成部分，但由于病害、海水污染和过度捕捞，牡蛎产量已大幅减少。遍布弗吉尼亚北部海湾沿岸和蓝岭山脉地区的酒厂和葡萄园也开始以旅游业创收。
弗吉尼亚北部地区许多受过良好教育的人直接服务于美国联邦政府设在该地区的办事机构，其他普通人则按僱傭合約效力于政府的保安公司。美国多个政府部门，包括中央情报局和国防部，还有国家科学基金会、地质调查局以及专利和商标局等，均在北弗吉尼亚设有办事机构。汉普顿锚地是世界大都市中军事设施最为集中、规模最大的地区，美国诺福克海军基地就位于该区域内。弗吉尼亚州的退伍军人数达80万，比美国任何州都多。弗吉尼亚的人均国防开支列美国第二位，仅次于阿拉斯加。
弗吉尼亚州的个人所得税按5种收入等級征收，税率从3%至5.75%不等；商品销售和使用税税率为5％，食品税率为2.5％；弗吉尼亚还有1%的地方附加税，在多数商品采购中还应缴纳总税率为5%的销售混合税；财产税由地方政府制定和征收，征收范围遍布全州并因物业所处地域的不同而在征收上有所差异；房产根据地方完全公平市场价值纳税；属于个人的有形资产按当地经济水準比照该资产原始成本的百分比课税。
2006年，福布斯杂志将弗吉尼亚州列为美国最佳商业环境州。

## 文化

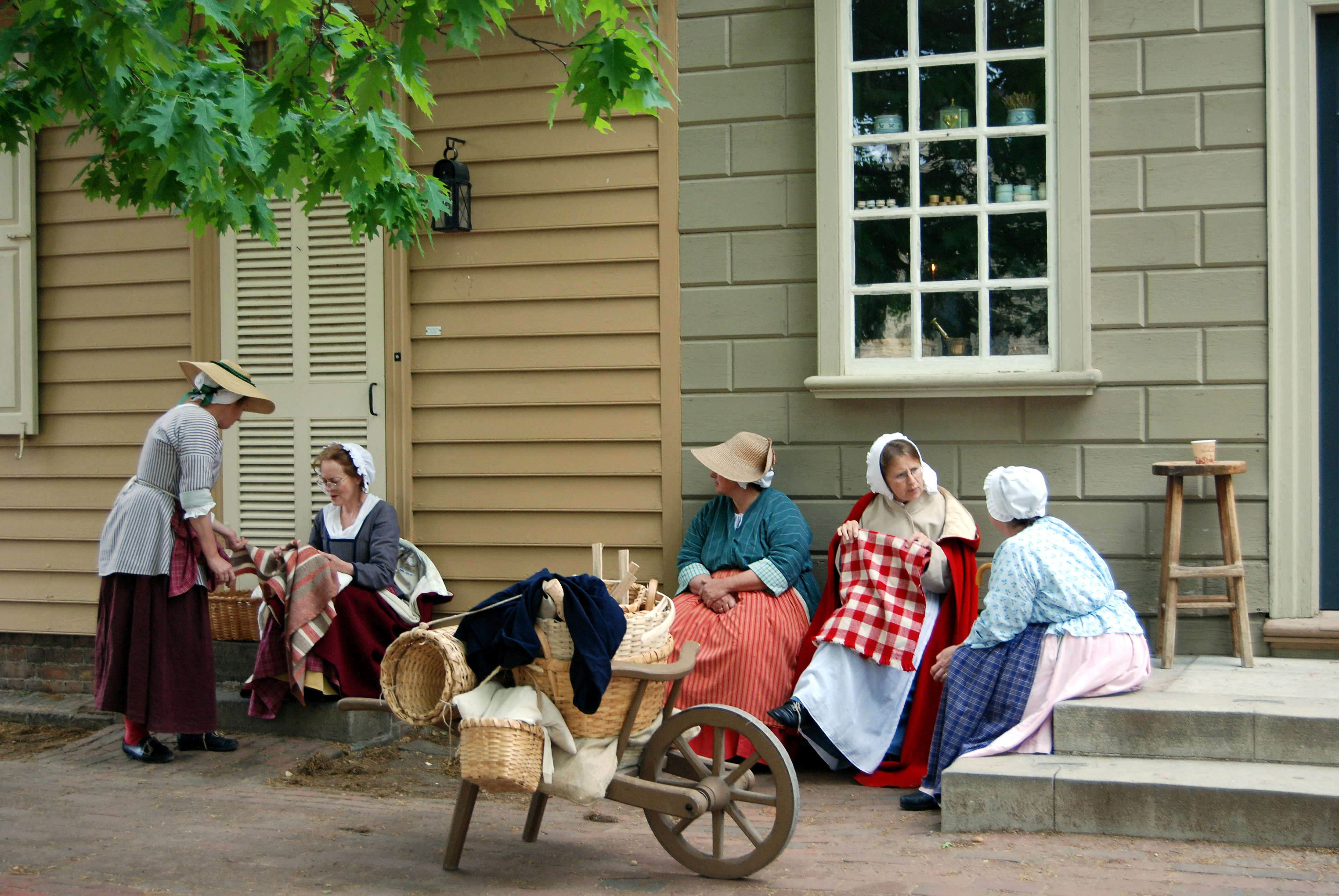
弗吉尼亚殖民地时期的文化、语言和风俗在威廉斯堡重现

弗吉尼亚的历史文化被广为宣传，宣传范围遍布美国南北地区，所宣传的内容主要是弗吉尼亚的历史人物，如：乔治·华盛顿、托马斯·杰斐逊和罗伯特·李等。弗吉尼亚是这些历史人物的家乡，也是国家的诞生地。当代的弗吉尼亚文化资源丰富，是美国南部文化圈的组成部分。美国史密森尼学会将弗吉尼亚划分成9个文化区。皮埃蒙特区是九个文区之一，地方语言最具特色，对美国南方的英语产生极大影响。尽管美国的城市地区英语趋于统一，但不同地区的方言口音也混杂其中，包括泰德沃特口音、老弗吉尼亚口音、和丹吉尔岛地区流行的伊丽莎白一世时期的英国口音。
过去，弗吉尼亚州的文学在内容上是扩张式的，有时也会受到某种因素的制约。普利策奖得主海伦·格拉斯戈在她的作品里通常以社会不公和妇女地位作为创作主题。格拉斯戈的同行和密友詹姆斯·布朗奇·卡博尔创作了大量弗吉尼亚州重建时期绅士富豪的地位变化，他以作品《尤尔根大梦》来挑战弗吉尼亚州的道德法则。作家威廉·斯泰隆在其作品中也涉及到弗吉尼亚的这段历史，如《纳特特纳招供》 和《苏菲的抉择》。当代作家汤姆·沃尔夫在他的畅销书中偶尔也会以他所继承的南方遗产作为创作素材，如作品《我是夏洛特·西蒙斯》。弗吉尼亚也被誉为诗歌之州，当代代表人物是弗雷德里克斯堡的卡罗蒂尔·爱默生。
此外，美国南方大众化的饮食习俗，当属弗吉尼亚最具特色，且沿袭了历史传统。弗吉尼亚各地盛产葡萄酒，又称“弗吉尼亚酒”。“斯密斯菲尔德火腿”，有时也叫“弗吉尼亚火腿”，属美国国家级商品的一种，其产品地理标志受法律保护，且只能由斯密斯菲尔德镇进行生产和销售。弗吉尼亚的家具和建筑风格颇具美国殖民地时期色彩。托马斯·杰斐逊和许多早期的国家领导人特别钟爱新古典主义建筑风格，他们的偏爱对美国一些重要建筑物的修建产生了重要影响。今天，在弗吉尼亚的部分区域还能见到日耳曼人后裔及其他们仍然保留着的风俗习惯。

### 美术及表演艺术

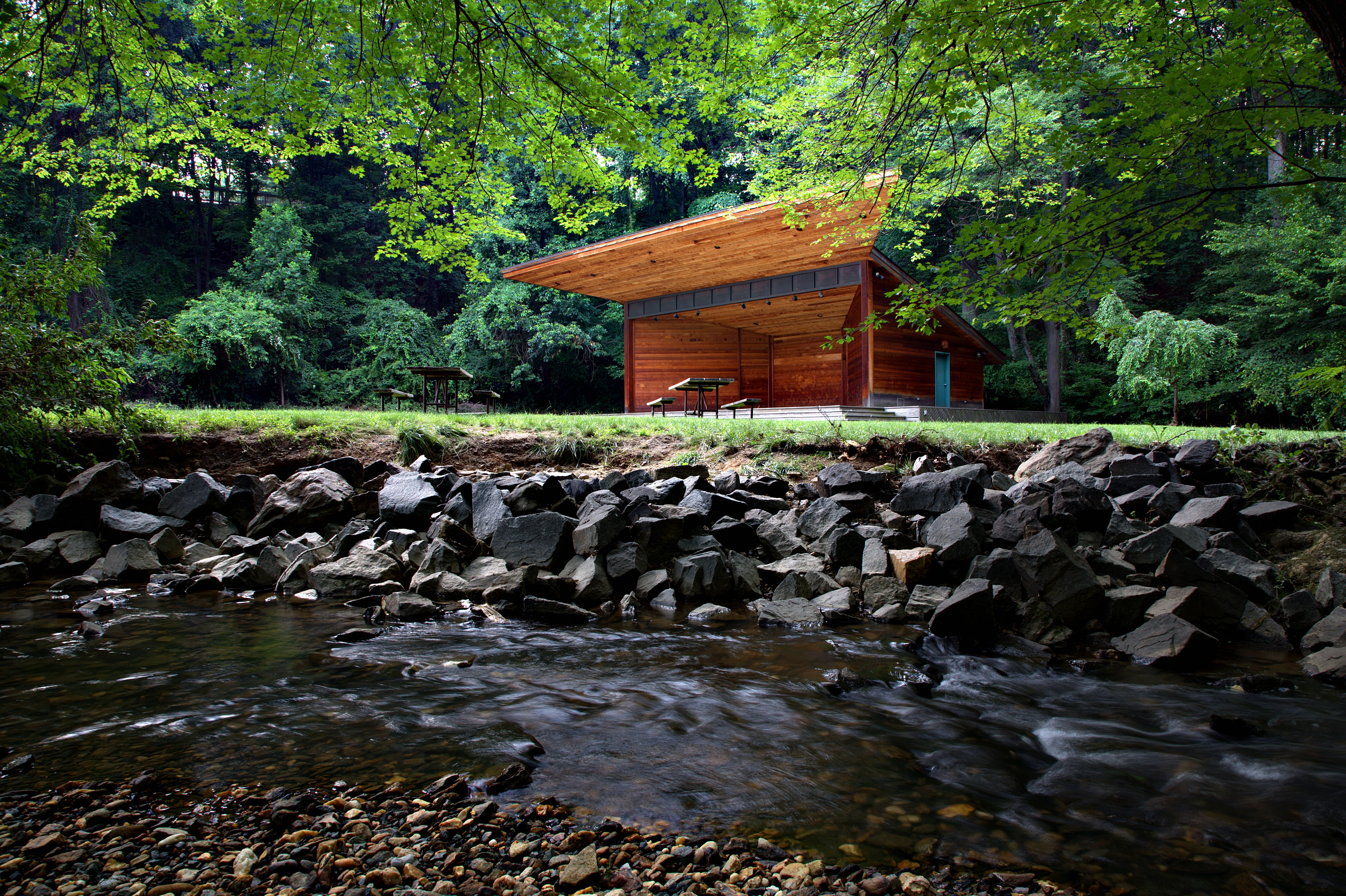
用于艺术表演的草甸舞台，它是弗吉尼亚州“沃尔夫·特拉普国家表演艺术公园”内的众多艺术舞台之一

弗吉尼亚州尽管文化遗产丰富，但相較於美國各州，其用于文化艺术方面的公共项目开支約僅為全國平均值的一半。弗吉尼亚在州府里士满设有专项基金机构，包括弗吉尼亚美术馆和弗吉尼亚科学博物馆；其他博物馆还包括深受观众欢迎的美国国家太空馆“史蒂芬·F·爱德华·赫兹中心”和克莱斯勒艺术馆。此外，弗吉尼亚州还有生态博物馆，如“殖民地威廉斯堡”、弗吉尼亚边疆文化博物馆和各具特色的历史战场遗址。弗吉尼亚设立人文基金会，致力提高和改善州内人民的文化精神生活。
弗吉尼亚州的城市和郊区有许多影剧院和体育场馆。美国的沃尔夫·特拉普国家表演艺术公园就设在弗吉尼亚州费尔法克斯县的维也纳镇，它是美国仅有的作为艺术表演中心功能的国家公园；位于诺福克的哈里森歌剧院是正宗的弗吉尼亚歌剧之家，而弗吉尼亚交响乐团在汉普顿锚地地区表演；美国莎士比亚中心坐落在斯汤顿，它是弗吉尼亚驻点剧团和巡游剧团的发源地。弗吉尼亚的艺术成就是有目共睹的，产生了获得诸多奖项的传统艺术家，享有国际声誉的流行音乐以及好莱坞演员。弗吉尼亚知名的文艺表演场所包括博克米音乐厅、尼桑大舞台、巴特剧场和蓝德马克大剧院。

### 节日

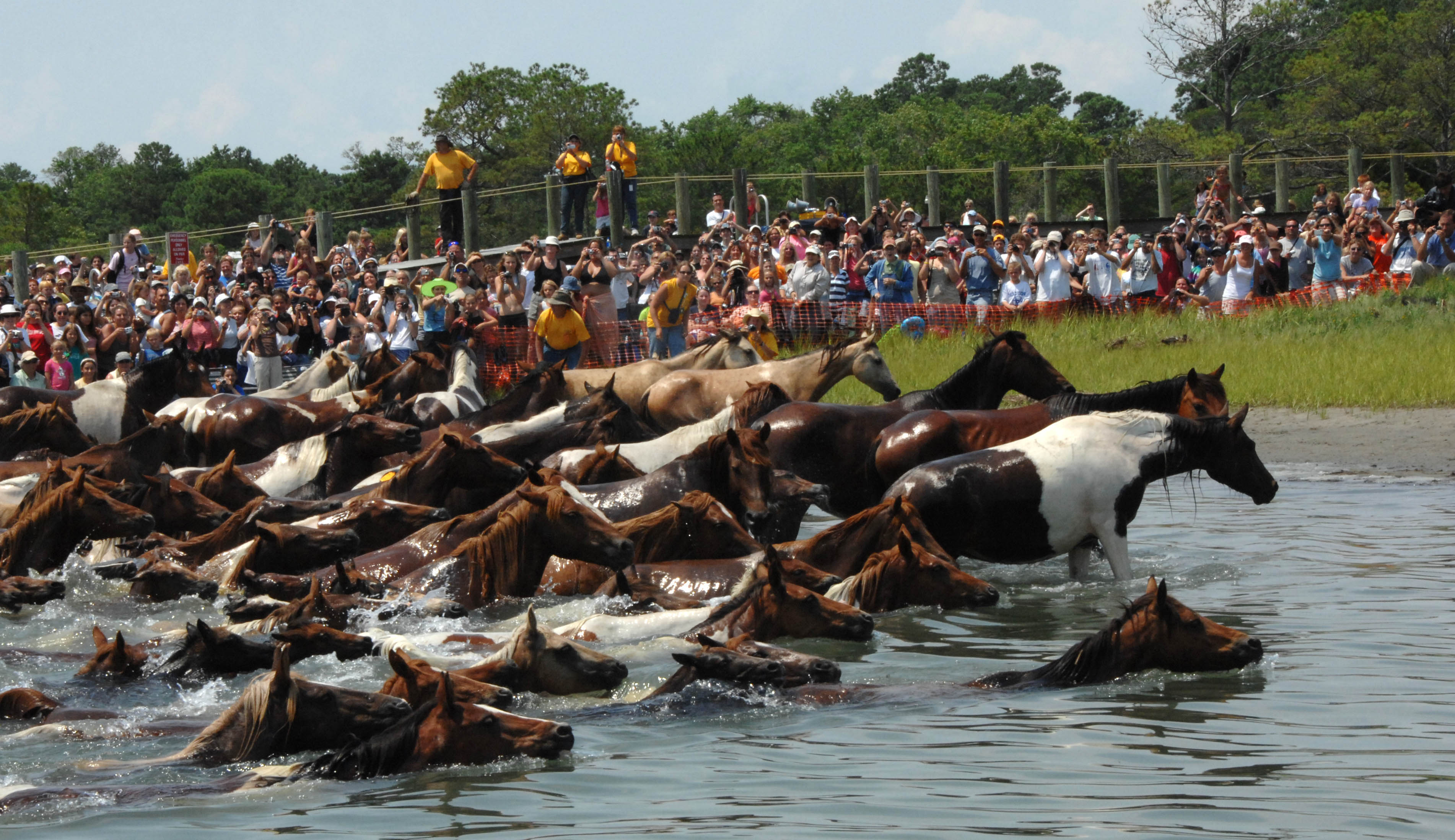
一年一度的钦科蒂格小马驹水上赛马会之马驹涉水画面。赛马会有超过200匹野生钦科蒂格小马驹同时参与，所有马匹要游过阿萨蒂格运河进入阿可麦克县的钦科蒂格

弗吉尼亚节日种类繁多，内容也异常丰富，许多县都会举办具有地方特色的交易会和艺术节。
诺福克的哈勃费斯特于每年的6月份举办航船赛和航空展。费尔法克斯县以流行音乐和传统音乐表演的方式举办设县庆典；每年7月的第三个周末，切萨皮克湾地区会举办“弗吉尼亚湖水节”。每年夏季，沃尔夫·特拉普镇还主办戏剧节。每年的7月底，东部海滨的切萨皮克湾岛屿小马驹游泳赛和野生切萨皮克马匹拍卖会，这是弗吉尼亚最具地方传统特色的狂欢节，持续时间长达一周。每年9月，在弗吉尼亚国际赛车场都会举办弗吉尼亚交易会；同期，还在弗吉尼亚比奇举办海神节作为城市庆典。
温切斯特每年都要举行为期6天的“圣纳度苹果节”，活动内容包括游行和具有民谣风格的蓝草音乐演奏会。1935年形成于盖拉克斯的弗吉尼亚旧时乡村小提琴演奏手法，是一种非常古老且对世界音乐界具有影响力的艺术表现手法之一。弗州有两个重要的电影节，即“弗吉尼亚电影节”和“弗吉尼亚联邦大学法语电影节”，每年分别在切萨皮克和里士满举办。

## 传媒

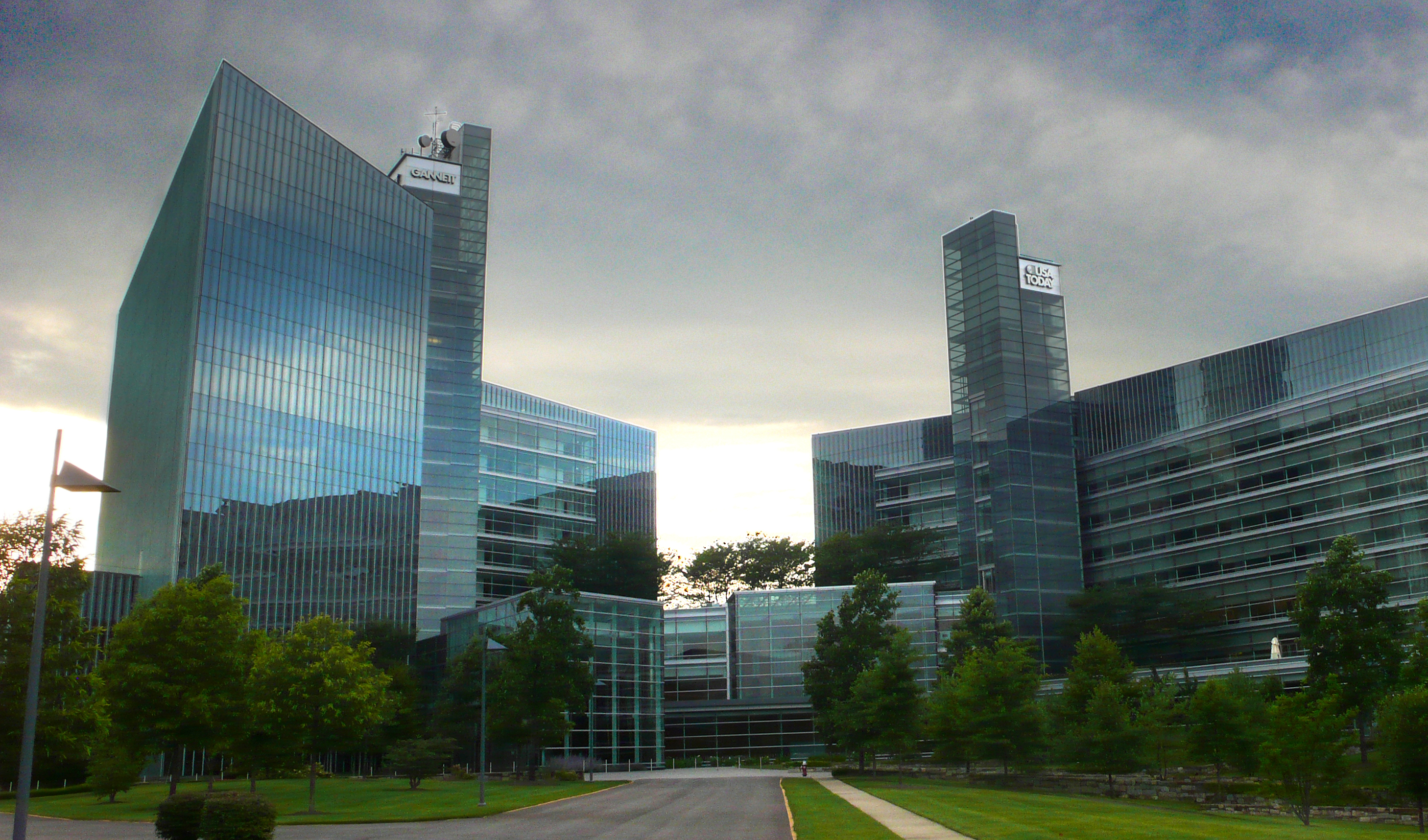
费尔法克斯县的麦克莱恩区是美国最高发行量的报纸《今日美国》总部之诞生地

根据尼尔森媒体研究公司的美国媒体排名报告显示，汉普顿锚地地区的传媒在美国位列第42位；里士满－彼得斯堡片区排第60位；罗亚诺克－林奇堡地区则列第68位。弗吉尼亚有21家电视台为观众提供电视节目，涵盖美国42家主流电视网络的一部分。全州有超过800家经美国联邦通信委员会批准设立的调频广播电台和300余家调幅电台。国家级的美国公共广播电视网，简称“PBS”，其总部就设在弗吉尼亚州的阿灵顿县。弗吉尼亚地方性的广播服务机构主要是弗吉尼亚州广播电视公司，它是一家非营利机构，拥有自己的公用电视台和电台，其分支机构遍布全州，为用户免费提供MHZ广电网络服务。
弗吉尼亚州发行量较大的报纸有：里士满出版的《里士满时代快报》、诺福克出版的《弗吉尼亚先驱报》、罗亚诺克出版的《罗亚诺克时报》和纽波特纽斯出版的《天天日报》。2007年，《里士满时代快报》的日发行量为186441份，略多于发行量为183024份的《弗吉尼亚先驱报》，分别位列全美报纸发行排行的第50位和第52位。截至2008年，《罗亚诺克时报》的日发行量为90557份。有几家华盛顿特区的报刊将弗吉尼亚北部作为他们的编辑、出版和发行基地，如《华盛顿考察》和《政客》等。美国发行量最大的报纸《今日美国》的总部就设在费尔法克斯县的麦克莱恩区。除了传统媒体形式，弗吉尼亚州还是长途电信公司的发源地，普润特-纳克斯特尔公司和XO通信公司均诞生于弗吉尼亚。

## 教育
詳見維吉尼亞州學院和大學列表

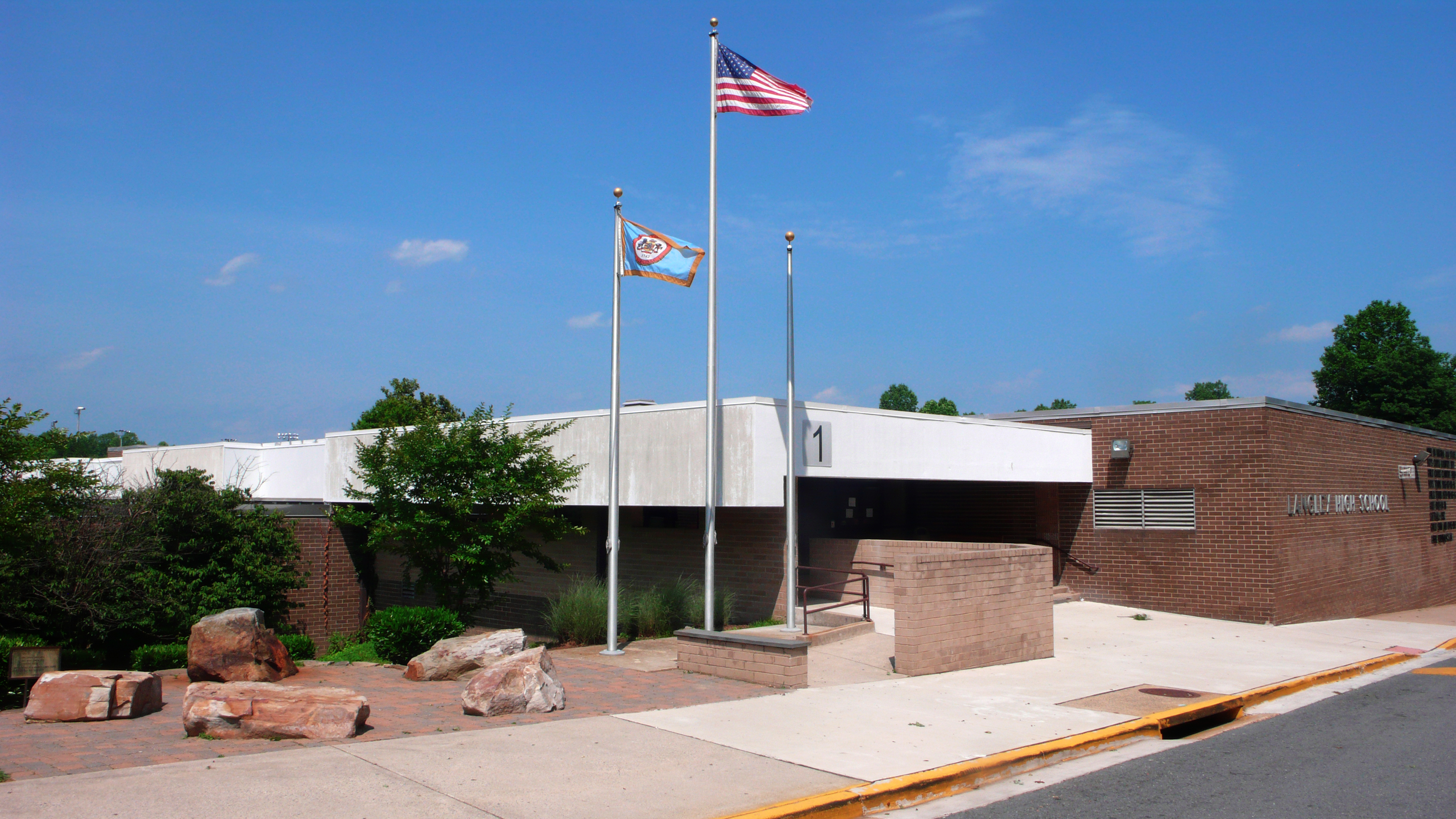
费尔法克斯县的兰利高级中学

根据美国教育部的教育发展评估报告显示，弗吉尼亚教育一直位列美国前10位，所有学科和各年级测试指标均超过美国大学的评估平均值。2009年，美国教育周刊评定的教育品質系数报告指出，弗吉尼亚的“K-12”国家免费教育评估指标位列全国优秀行列的第4名。全州所有学校的科、系都必须遵循州教育署制定的教育标准，并以教育准则的要求维持学校的评估和认证环境，确保“问责制”。2008年，根据弗州的相关规定，全州81%的高校学生将会在4年之后授予学位。弗吉尼亚的“K-12”公办学校一般由县、市运作管理，州政府不参与。全州有1890所本地和区域性学校，包括4所特色学校，另在134所学校的分支机构设有106处普通教育与特色教育并存的特殊教育中心，截至2008年秋，所有这些学校共招收了123万余名学生。除公立学校外，弗吉尼亚还设有州长学校和只招收拔尖学生的特别公立学校。州长学校从40多所地区高级中学挑选优秀学生，夏季则实施拔尖学生招收计划。弗吉尼亚州私立教育委员会负责监管294所经过国家认定和141所未经认定的私立学校。全州还有6948名学生在家庭接受教育。

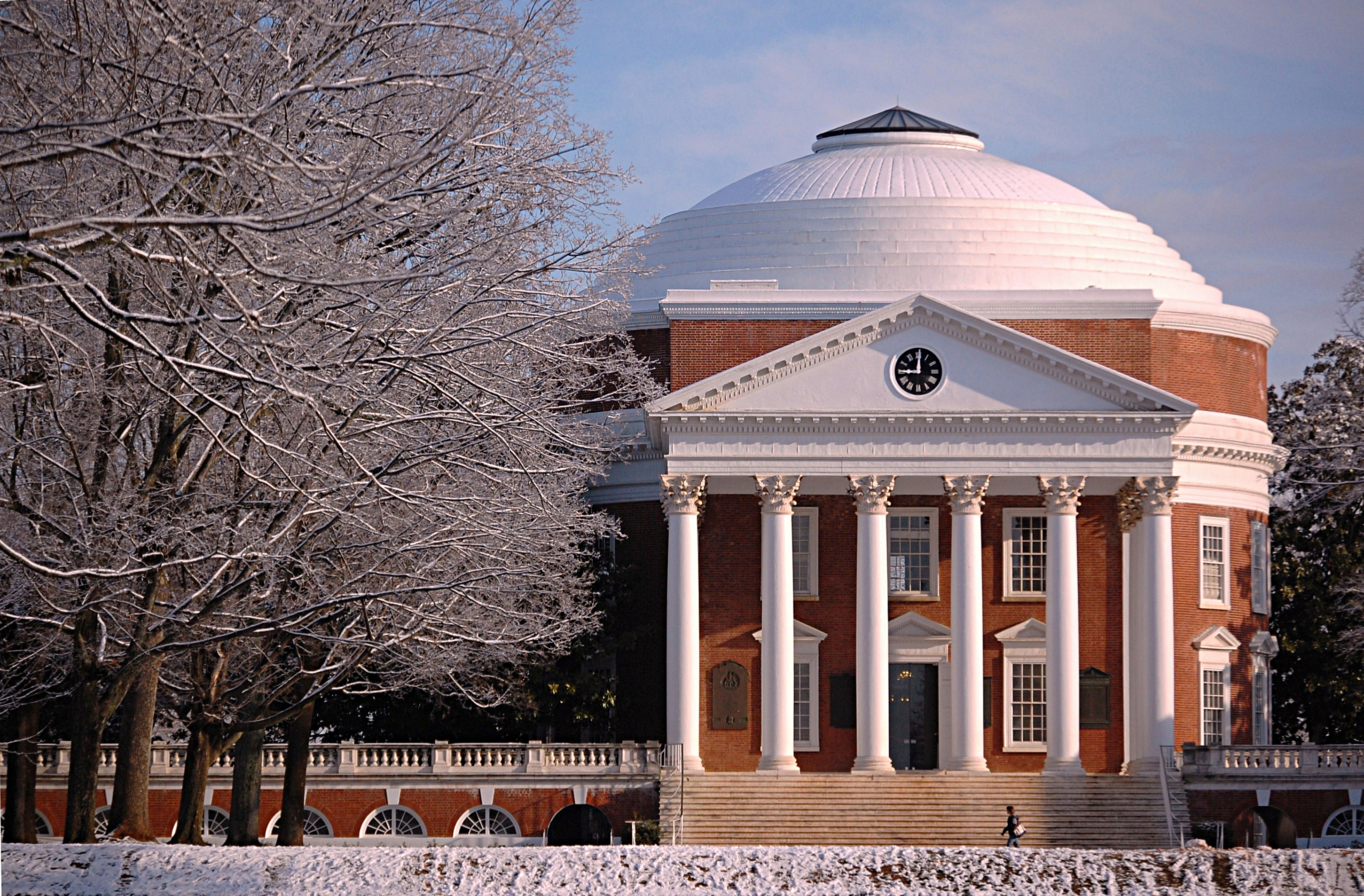
世界遗产--弗吉尼亚大学，由美国前总统托马斯·杰斐逊创建

依照《新闻周刊》杂志的排名方式，北弗吉尼亚地区有9所高级中学位列全美前100名。此外，根据《美国新闻与世界报道》杂志的报道，位于费尔法克斯县的托马斯·杰斐逊科技高中被列为美国最好的高中，就读该校需要提出申请。所有北弗吉尼亚地区的中学生参加大学预科考试和国际文凭组织的考试，必须支付考试费。在美国大学入学考试中，亚历山德里亚和阿灵顿县的高级中学则拨得弗吉尼亚州的头筹。
截至2009年，弗吉尼亚州有大专院校163所。在《美国新闻与世界报道》的公立大学排名中，弗吉尼亚大学名列第二；威廉与玛丽学院位居第六。自1993年以来詹姆斯·麦迪逊大学位列美国南部提供硕士教育的公立大学第一名。维吉尼亚军事学校是一所历史悠久的国立军事院校，美国頂尖的文理学院。弗吉尼亚联邦大学是最大的综合性大学，在校学生超过32000名，它与弗吉尼亚理工学院暨州立大学和乔治·梅森大学联系紧密。理工大和州大是两所美国的赠地大学。位于海滨城市及世界最大军港的諾福克 (維吉尼亞州)的欧道明大学（老道明大学）是公立的研究型大学。 此外，弗吉尼亚在40所大学校园内设有23所公共学院，共有学生26万名。全州另有私立高等教育机构116个。

## 医疗

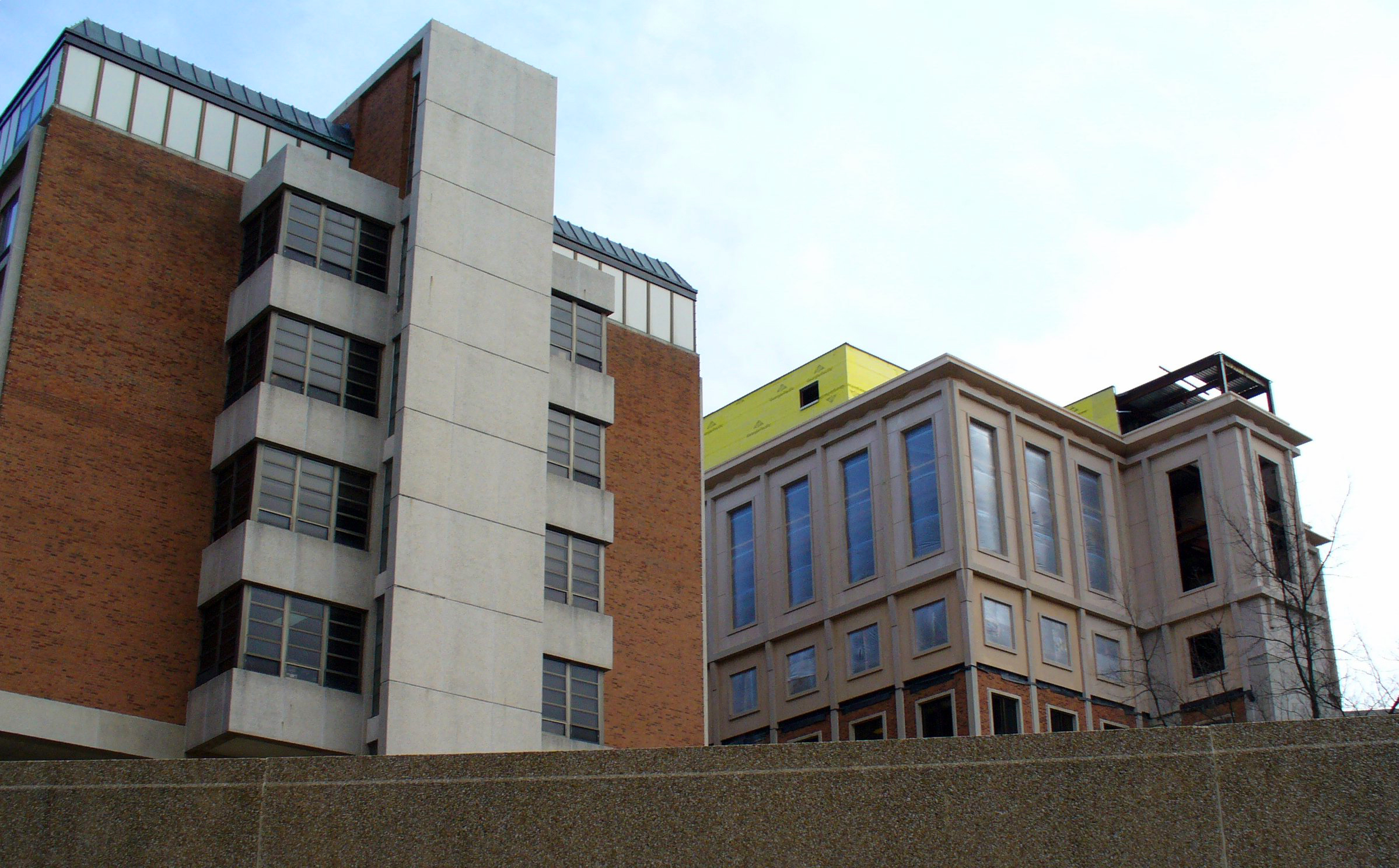
本·萨科斯于里士满开办的私立圣·玛丽医院

弗吉尼亚拥有综合医疗健康服务体系。根据美国健康基金会2008年的健康排名，弗吉尼亚居民的整体健康水準位列全美第20名；全州新生儿出生死亡率为0.67%，位列全美第21位。尽管弗吉尼亚州的这一记录已算不错，但仍然存在着因种族不同而显现出的社会性健康差异，非裔美国人的新生儿死亡率要比白人高出63%，还有14.1%的人缺乏任何健康保险。根据美国疾病预防控制中心的数据，有25.3%的弗州人过于肥胖；36.6%的人体重超标；只有78.4%的人坚持体育锻炼。10至17岁的弗州人有30%属于体重超标或肥胖。
弗吉尼亚有85家医院被列入美国卫生及公共服务部。全州知名的医疗机构包括华盛顿都市圈最大的医院—英洛华费尔法克斯医院、弗吉尼亚医学院和联邦大学医学部。弗大医疗中心是弗大卫生体系的组成部分，《美国新闻与世界报道》杂志将其评为美国高水準的内分泌专科医疗中心。圣塔拉诺福克总医院是圣塔拉医疗健康系统设在汉普顿锚地的分部，属国家级医疗机构，也是首例成功实施体外人工受精的医院。
弗吉尼亚州私人保健医生众多，每万名居民拥有私人保健医生124名，列全美第13位。2008年，美国健康基金会依据病源探测、疫苗派发和医疗救助三项标准对美国各州进行重大卫生灾害备战测试，结果弗吉尼亚是全美五个获得满分的州份之一。

## 交通

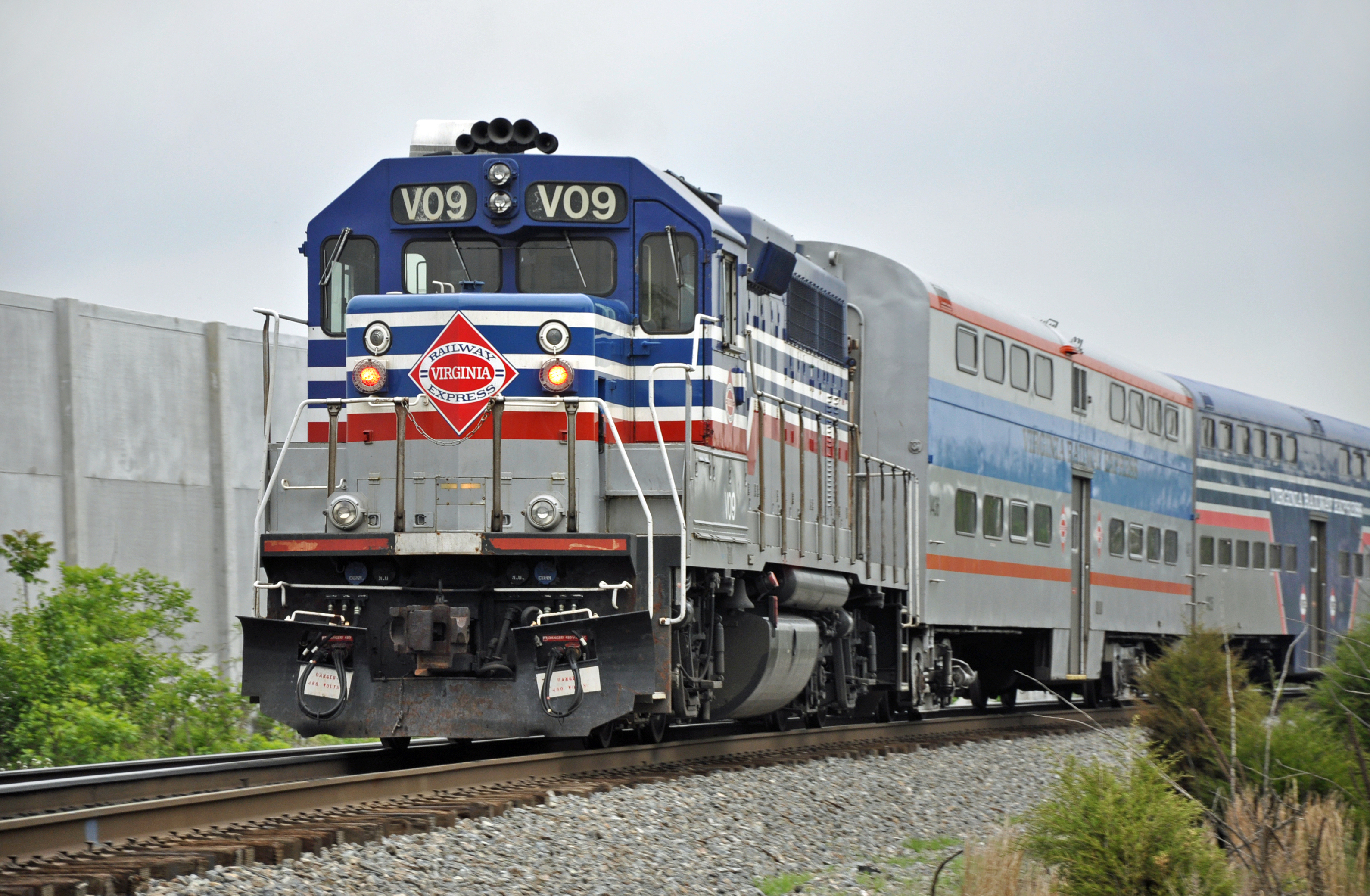
弗吉尼亚铁路快线

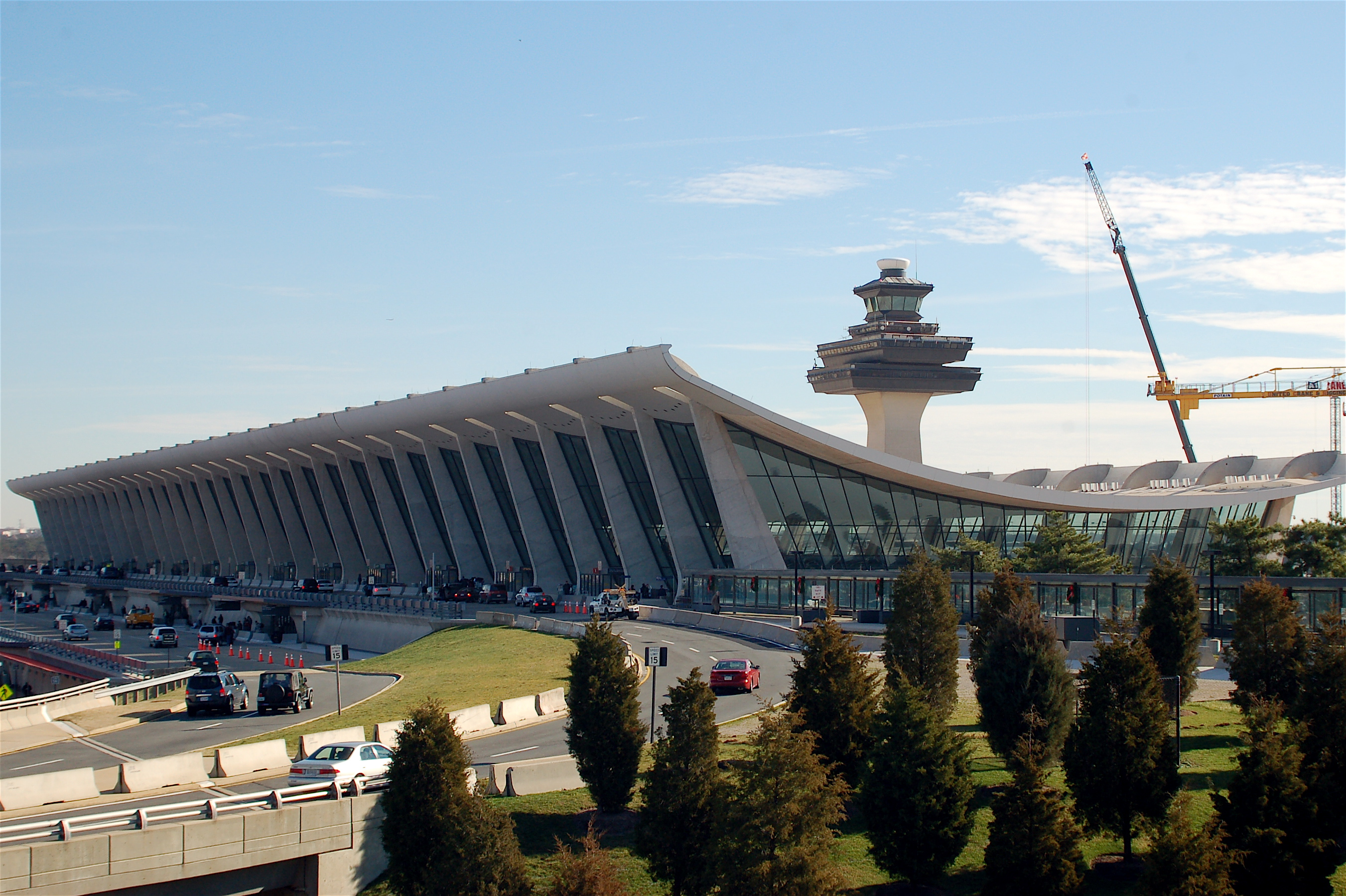
杜勒斯国际机场

截至2007年，弗吉尼亚州84.6%的公路归州政府所有和管理，地方县、市无权涉及。全州公路总里程110124公里中的93128公里由弗吉尼亚运输署运营，是美国第三大高速公路网，普通公路网列全美第16位。从美国全国来看，华盛顿都市圈的交通环境列全美倒数第二位，而整个弗吉尼亚州的交通却并不拥挤，在美国交通拥挤情况排名中列第21位，属于畅通行列，平均通勤时间为26.9分钟。弗吉尼亚公路桥梁的通行支出和交通事故死亡率都很低。
弗吉尼亚有美铁客运专线与州内的几条交通通道并行，铁路快线往返穿梭于华盛顿弗雷德里克斯堡和马纳萨斯之间。弗吉尼亚北部良好的交通环境还得益于快捷的华盛顿地铁，目前地铁已向西连接到了北弗吉尼亚的费尔法克斯县，其扩建计划要求在2016年将线路延伸到劳登县。弗吉尼亚的往返穿梭巴士包括费尔法克斯接驳巴士和圣纳度山谷穿梭巴士。弗吉尼亚还有几处免费轮渡，归运输署负责运营和管理，最知名的轮渡当数位于萨里县的横跨詹姆士河的“詹姆斯顿－斯科特兰德”轮渡。
弗吉尼亚有五大机场：华盛顿杜勒斯国际机场、罗纳德·里根华盛顿国家机场、里士满国际机场、诺福克国际机场和纽波特纽斯－威廉斯堡国际机场。为满足航空服务需求，全州还设有66个机场服务中心。弗吉尼亚的港口集中在汉普顿锚地，归州港务局管辖，2007年货物吞吐量近1780万英吨，为美国第六大港。弗吉尼亚东海岸是瓦勒普飞行中心的所在地，美国宇航局的火箭测试中心和美国中大西洋宇航中心就设于此，另有一个商业性的宇航基地也在这里运营。在维也纳镇，为满足一些人太空探险的需求，还提供商业性的太空旅游服务。

## 法律和政府

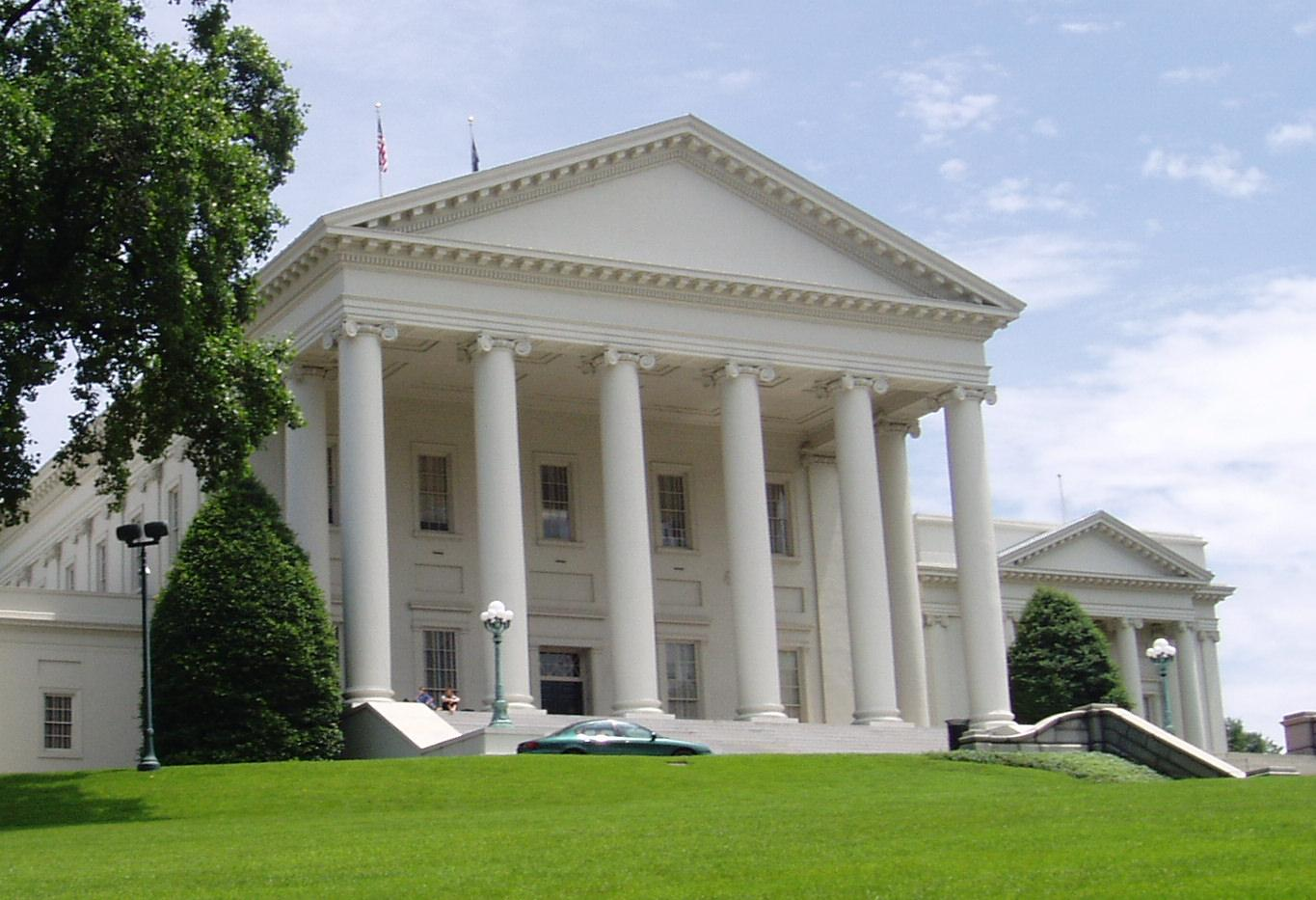
位於首府里奇蒙的弗吉尼亚州议会大厦，大厦由托马斯·杰斐逊设计。州长帕特里克·亨利于1785年首次入主，它是弗吉尼亚州议会之源

殖民地时期的弗吉尼亚，一些自由男子被选为级别较低的议会议员，其集体组织称为下议院，与政府会议共同组成弗吉尼亚议会。成立于1629年的弗吉尼亚州议会是西半球古老的立法机构，至今仍然在发挥作用。美国皮尤研究中心以“效率”、“影响”和“基建”三大指标对当代政府进行排名，弗吉尼亚与另外两个州曾两度获得最高评定级别。
1971年以来, 弗吉尼亚政府行为必须遵循第七次修订的《弗吉尼亚宪法》，这部宪法保障法律面前人人平等，是一部立法基础坚实、执行标准统一的司法体系。参照联邦政府的架构，弗吉尼亚政府也实行“三权分立”，即“立法”、“行政”和“司法”。弗吉尼亚州议会行使立法权，立法会成员由100名州众议院和40名州参议院的两院议员组成，共同为弗吉尼亚州制定法律。议会有权选择法官和适用法律，它比行政机关的权力更大。弗吉尼亚州州长与副州长采取独立选举的方式，每四年选举一次。州法律规定州长不得连任，但可隔届参选（弗吉尼亚州因此成為美國唯一一個州長不能競選連任的州份）；而副州长和总检察长却可以连任。弗吉尼亚州拥有美国最古老的司法体系，从高级别的弗吉尼亚高等法院、上诉法院到低级别的普通地区法院、巡回法庭均按严格的司法层次组成。
弗吉尼亚法典属成文法律，法典的体系构成由州议会立法机关审定。弗吉尼亚警察局是全州最大的法律执行机构；州议会警察局则是美国最古老的警察局。弗吉尼亚国民警卫队由陆军警卫队的7500名陆军战士和空军警卫队的1200空军战士组成。
1982年，弗吉尼亚州开始恢复死刑制度，至今已有103人被依法处以极刑，获刑人数列美国第二位。弗吉尼亚州的“总犯罪风险率”为28%，低于美国平均值。

## 政治

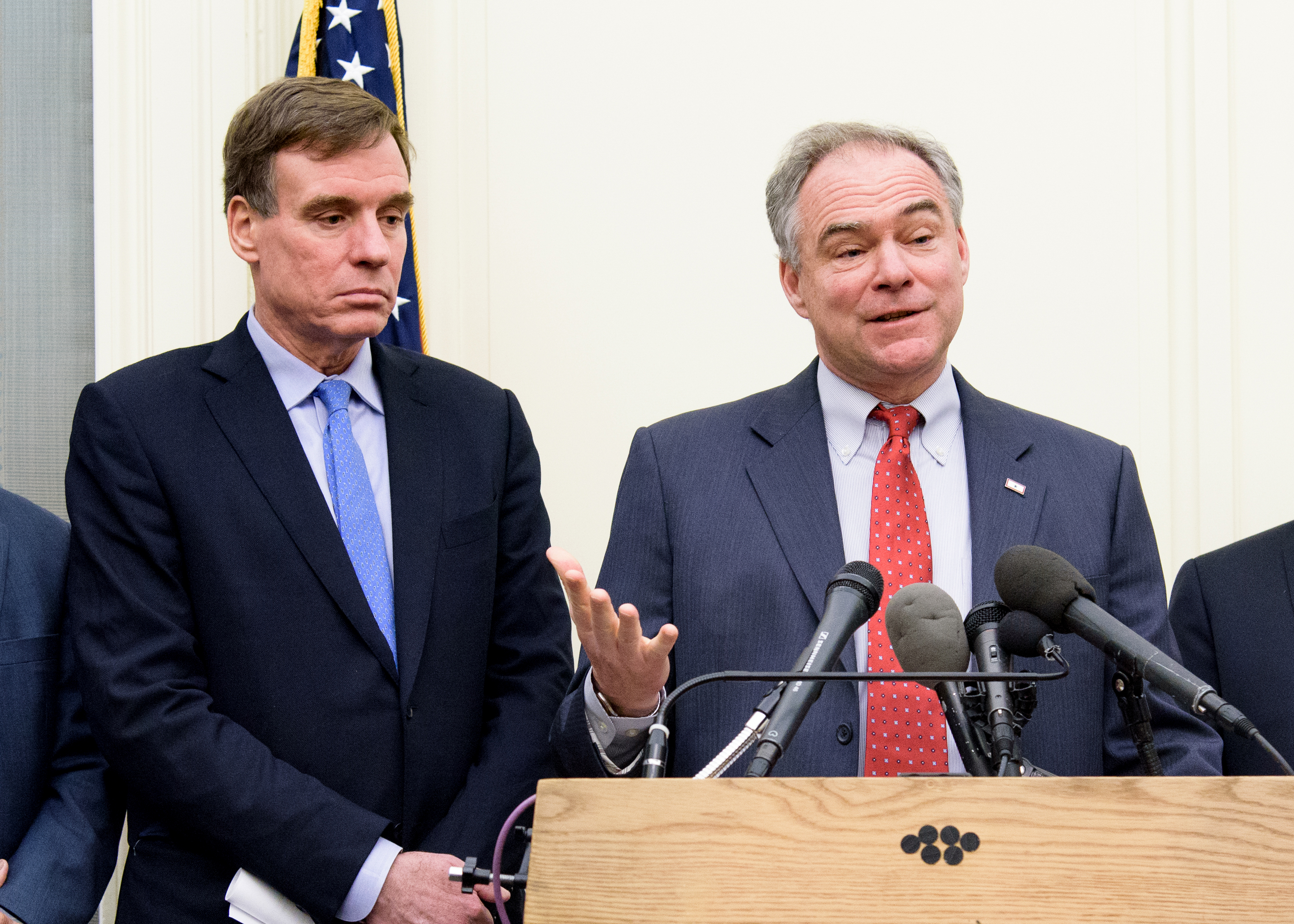
弗吉尼亚州的两位现任民主党籍联邦参议员马克·沃纳、蒂姆·凯恩均为前州长

从20世纪末开始弗吉尼亚从一个农业和政治保守的大州转变成更加城市化、多元化和政治开明的美国州份。1970年代以前，弗吉尼亚州一直是由伯德组织 （页面存档备份，存于）控制的实施种族隔离的单一党派州，该组织试图减弱弗吉尼亚州北部的政治影响力，永久隔离并限制选民登记。起初非裔美国人被剥夺政治权利，直到1960年代中期弗吉尼亚通过公民权立法后，他们的参政权才得到保障。其他族群，特别是西班牙裔也依法拥有了迁徙权和选举权，这使得弗吉尼亚少数民族在政治选举中的作用愈加重要。由于人口变化以及移民增多进一步影响了该州的选举情况，1980年，56％的合法选民在本州内出生，由于强大的国际移民和国内移民进入该州，2019年这一比例下降到了为45％。
区域差异在弗吉尼亚的政治生活中发挥了巨大作用。西部和南部地区的农村人口在“南方战略”的影响下，纷纷转投共和党，而城市及快速发展的郊区地区（包括弗吉尼亚北部地区）则成为民主党的天下。但是在受工会影响的西南部如夏律第镇、布莱克斯堡，还有东南部的布莱克－伯尔地区，农村对于民主党的支持依然存在。。

### 州内选举
弗吉尼亚州议会选举以及州内行政部门长官选举是在奇数年内举行的，弗吉尼亚州正副州长、直选行政部门长官、州参议员选举每四年举行一次，州众议员选举每两年举行一次。联邦层面的政治影响往往在州选举中起到了重要的作用，在过去十一次州长选举中，弗吉尼亚选民都支持了与在任总统所在政党不同的州长，只有民主党人泰瑞·麦考夫在2013年的州长选举中成功当选打破了这一惯例（此时的联邦总统是民主党籍的奥巴马）。

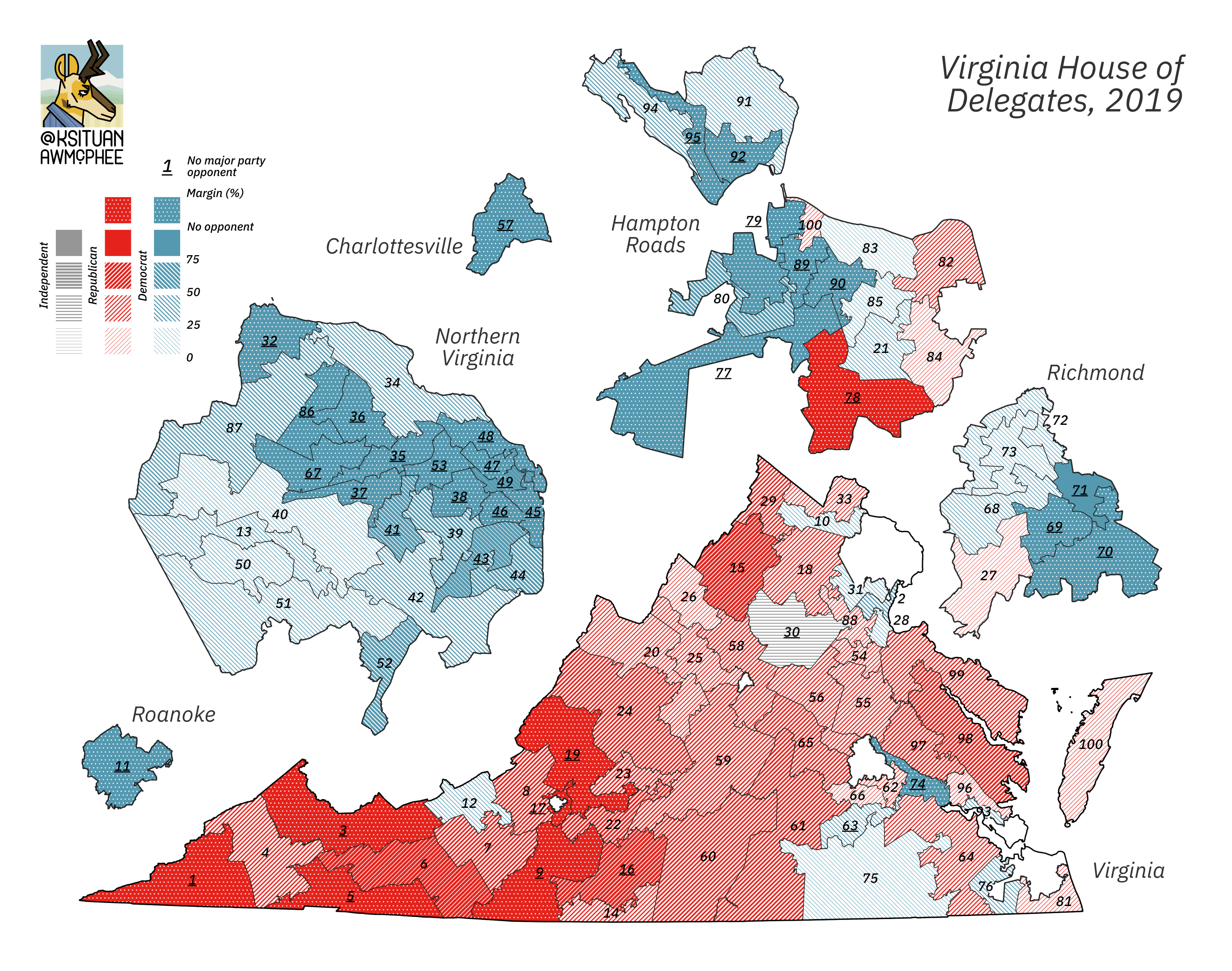
民主党在2019年取得对弗吉尼亚州众议院的控制权

在20世纪的大部分时间内民主党牢牢掌控了对于弗吉尼亚州立法机构的控制权，与其他南方州类似，弗吉尼亚州在20世纪末期开始转而投向共和党。但是由于人口结构的改变以及两党政治立场的改变，弗吉尼亚州在21世纪10年代开始逐渐从一个“摇摆州”再次变成民主党占优势的“蓝州”。在2017年举行全州选举让民主党夺得了弗吉尼亚州最高的三个行政职位，同时也是该州全部的直选行政职位。即将离任的副州长拉尔夫·诺瑟姆赢得州长，贾斯汀·费尔法克斯当选副州长，而马克·赫林成功连任司法部长。在同时举行的州众议院选举中，民主党人夺下了共和党人十五个席位，离成功夺得众议院的目标只差最后1个席次。最终对众议院的控制归属落在了第94选举区的平局选举，共和党通过抽签赢得了选举，这使该党在2018-19届立法会议中仅占51-49的微弱多数。尽管2月发生了政治危机，但民主党人在2019年11月的选举中一举夺下了对州参众两院的控制权，这是自1993年以来民主党第一次在弗吉尼亚州实现行政、立法完全执政。2020年弗吉尼亚州的选民通过了全民公决，将国会和州立法机构选举区的划分职责交给八名公民和四名立法委员组成的独立选区重划委员会。
2021年州長選舉由共和黨籍參選人格倫·楊金勝出。

### 联邦选举
尽管弗吉尼亚州在2008年总统选举中被视为关键“摇摆州”，民主党候选人奥巴马获得了该州的13张选举人票。此后又民主党又成功在2012、2016、2020年的三次连续总统大选中赢下该州，表明该州已转变为可靠的民主党“蓝州”。弗吉尼亚此前曾在1952年至2004年的14次总统选举中，有13次支持共和党总统候选人，包括1968年至2004年之间连续的10次，但自2009年以来就没有共和党候选人赢得过全州层面的公职选举。弗吉尼亚州目前与其他13个州在同一天的“超级星期二”举行总统初选，最近一次选举于2020年3月3日举行。
自2006年以来的美国国会选举中，民主党人取得了连续的胜利。共和党在任参议员乔治·艾伦在2006年以微弱的差距输给了民主党挑战者吉姆·韦伯， 2008年，民主党人前州长马克·沃纳以压倒性的优势赢得了参议员选举，接替退休的共和党人约翰·华纳，民主党成功取得弗吉尼亚州的全部参议员席次。在2011年吉姆·韦伯宣布不寻求连任后，前州长同为民主党人的蒂姆·凯恩赢得了他的席位。在2010年中期选举中，共和党在奥巴马总统下进行的第一次选举从民主党手中获得了三个众议院席位，而在2018年中期选举中，民主党从共和党夺回三个席位。该州在众议院的11个席位中，民主党目前占据7个席位，共和党占据4个席位。

## 體育

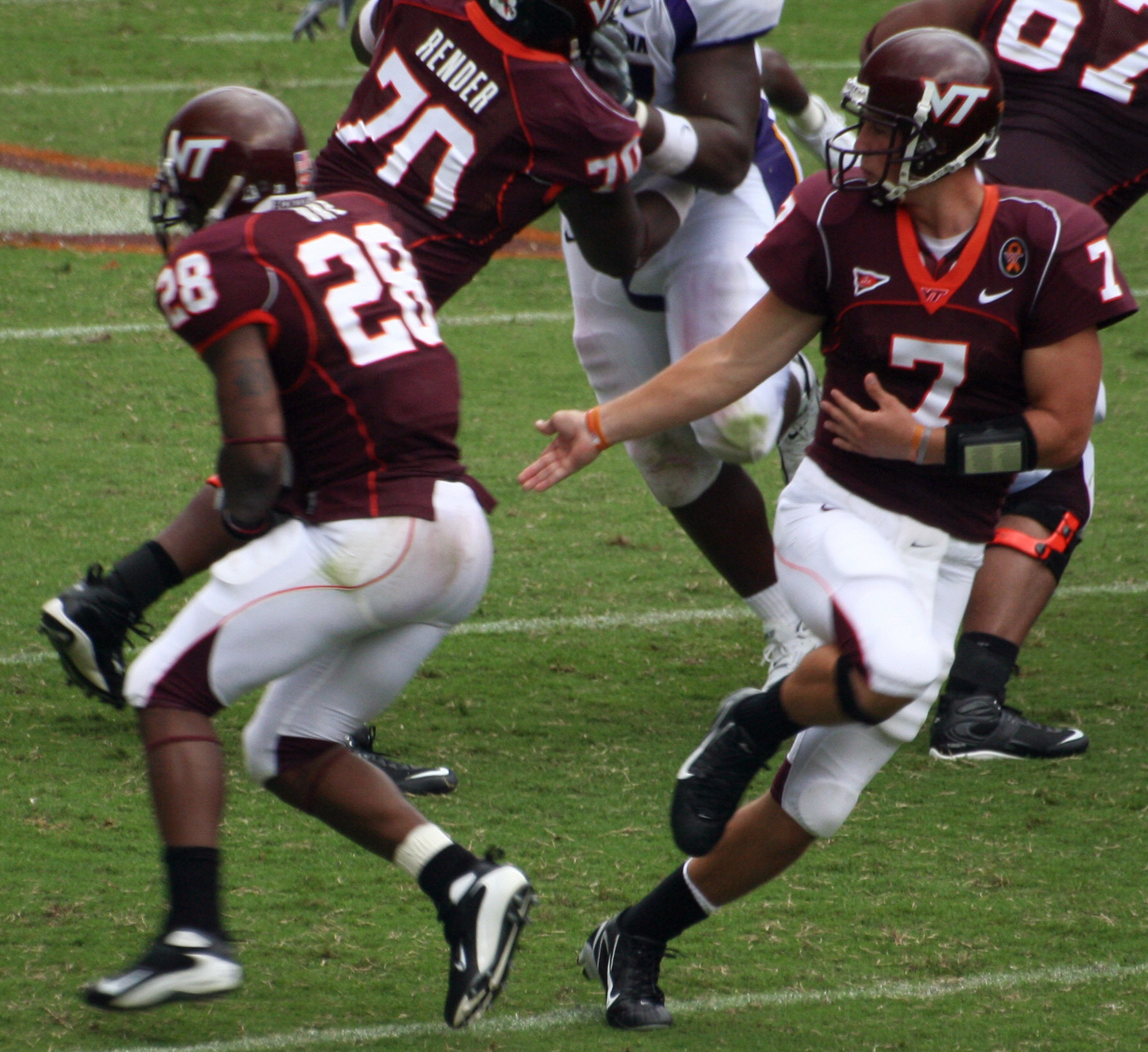
在美式足球比赛中三连胜的弗吉尼亚理工乌鸟队

尽管弗吉尼亚是美国人口最为稠密的州，但由于缺乏能够担当重大体育赛事的中心城市或相应场所，再加之邻近体育设施与体育队伍发达的华盛顿特区，整个弗吉尼亚没有重大专业体育联赛的举办权。弗吉尼亚是许多小联盟体育俱乐部的发源地，以棒球和足球最为典型。此外，作为华盛顿红皮国家棒球联盟队总部和训练基地的红皮运动场就设在弗吉尼亚的阿斯本，华盛顿首都国家冰球联盟队则在弗吉尼亚巴尔士顿的凯特勒开展训练。弗吉尼亚有许多具备专业水准的高尔夫球场，如：格雷格·诺曼球场、兰斯都·雷索特球场和金斯米尔·兰斯都球场；弗吉尼亚还是“密克罗布高尔夫公开赛”的发源地。全美运动汽车竞赛协会每年都在弗吉尼亚举办双赛道的春季杯运动汽车赛，即马丁斯维勒高速赛和里士满国际运动汽车赛。在当今一系列重大运动汽车赛中，弗吉尼亚的知名汽车手有杰夫·伯顿、丹尼·哈姆林和埃利奥特·萨德勒。
由于弗吉尼亚与华盛顿国民棒球队、巴尔的摩金莺棒球队邻近，两只球队被弗吉尼亚追捧和效仿，并通过“中大西洋体育网”在全州广为传播。2007年，纽约大都会棒球队结束了长期以来与弗吉尼亚诺福克·泰德队的联系与合作，金莺队则接纳泰德支小联盟球队作为会员，并以3A级定为棒球比赛的最好成绩。此外，国民队、金莺队、匹兹堡海盗队、波士顿红袜队、西雅图水手队、芝加哥白袜队和亚特兰大勇士队等，他们在弗吉尼亚也都设有“单A”和“新秀”级训练营。1966年至2008年，亚特兰大勇士队的“3A”冠名权一直由里士满勇士队使用，现在里士满棒球俱乐部正在试图为城市买下另外一个新的球队冠名权。
弗吉尼亚州不允许挪用财政资金用于大学间体育比赛的管理和资本性开支，尽管如此，弗吉尼亚骑士队和理工乌鸟队在大西洋沿岸联盟范围内还是成为具有竞争能力的体育队伍，并拥有现代化的运动设施，而“理工对抗队”则遍布全州。弗吉尼亚另外几所大学的体育竞技赛包含在全国大学体育协会一级赛项内，尤以“殖民地田径协会”内的赛项最具特色；三所历史较长的黑人学校的比赛项目则包含在大协的二级赛项“中部校际田径协会”内，另外还有两项比赛属于大协“中东部田径运动会”的一级赛项；还有几所较小规模的学校体育比赛项目包含在“老自治州田径运动会”和大协三级赛项“美国南方田径运动会”内。目前大协在弗吉尼亚的塞勒姆镇举办三级赛项冠军赛，即足球、男子棒球、排球和垒球。

## 象征
尽管弗吉尼亚的昵称老自治领没有正式被法律定义，但却是该州古老的象征。“老自治领”系英格兰复辟时期国王查理二世所赐予的名字。英国内战期间“老自治领”这一称呼蕴含对皇室忠诚之意，而现时则被理解为皇室给弗吉尼亚的一个封号。弗吉尼亚的另一昵称“总统之母”也是历史使然，因为前后有8位弗吉尼亚人成了美国总统，而且美国最早的5位总统有4位是弗吉尼亚人。
弗吉尼亚的格言“这就是暴君的下场”源自拉丁语，现在被印在州徽内。弗吉尼亚州徽设计于1776年，1830年代被首次用在州旗上。1930年，州旗、州徽被正式起用，其他大量的州标识则是在20世纪晚期被正式确定。弗吉尼亚有一种在方形场地内旋转起舞的舞蹈被确定为弗吉尼亚州的“州舞”。弗吉尼亚目前没有“州歌”，1940年曾以歌曲《将我带回古老的維珍尼亞》作为“州歌”，但1977年被取消，将其定性为名誉上的“州歌”而非正式“州歌”。弗吉尼亚州歌有几个不同的备选方案，其中就包括歌曲《啊，圣纳度！》，但这首歌在州众议院受到抵制。
弗吉尼亚又被称为“情人之州”（Virginia is for lovers）。
| - 蝙蝠: 汤森德大耳蝙 - 饮料：牛奶 - 船：切萨皮克湾小艇 - 鸟：北美红雀 - 舞蹈：弗吉尼亚旋转舞 | - 狗: 美洲猎狐犬 - 鱼：小河鳟 - 树花：多花狗木/多花狗木花 - 化石：切萨皮克杰斐逊化石 - 昆虫：金凤花蝴蝶 | - 格言: 这就是暴君的下场 - 昵称：老自治州 - 贝壳：大西洋蚌 - 口号：弗吉尼亚就是爱 - 纺织品：苏格兰花格布（弗吉尼亚四百年花格呢） |